# Historia de la máquina de vapor

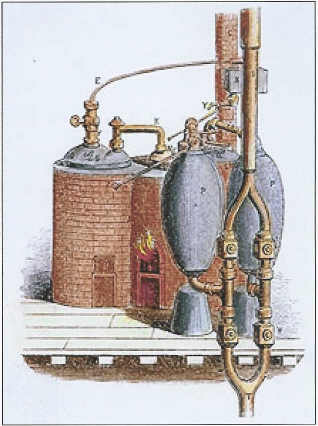
Bomba anashe
(1698), el primer dispositivo accionado por vapor comercializado con éxito, construido por Thomas Savery

Se llama máquina de vapor a todo motor que utiliza como fuerza motriz la que resulta de la expansión del vapor de agua. Su principio fundamental es el de la conversión del calor en trabajo. Este trabajo depende, como en todas las máquinas térmicas, del salto de temperatura, es decir, de la diferencia de la temperatura del vapor antes de expandirse y de la que tiene al salir al exterior.
La máquina de vapor se compone de dos partes: una en la que se produce el vapor que ha de actuar como fuerza motriz, denominada generador o caldera; y otra que constituye la máquina propiamente dicha, formada por el sistema de mecanismos encargados de recibir y transmitir la acción de la fuerza motriz del vapor, compuesta esencialmente de un émbolo o pistón (posteriormente reemplazado por la turbina de vapor) que adquiere por la acción del vapor un movimiento de vaivén en el interior de un cilindro donde encaja y oscila. En los primeros diseños utilizados para bombear agua en las minas, el movimiento se transmitía a otro émbolo mediante un balancín, haciendo la transformación de movimientos necesarios por medio de los mecanismos más convenientes.

## Teoría general de las máquinas
Una de las cosas más notables y características del ser humano, que lo distingue de los demás seres vivos, es seguramente, la de poder inventar y construir máquinas, como desde tiempos inmemoriales ha venido haciendo; máquinas que multiplican sus fuerzas y facilitan el trabajo y que le han proporcionado los medios de atender con más desahogo y más comodidad cada día, a la satisfacción de sus necesidades, y cuando el ser humano compara sus fuerzas con las necesidades que le rodean, advierte que el límite señalado a aquellas por la naturaleza, no se opone a sus propósitos, si atina a auxiliarse de ciertos medios, cuya adopción, instintivamente como los primeros elementos de todas las ciencias que atienden a la conservación y engrandecimiento del individuo, constituyen los elementos rudos y usuales de la mecánica, y en estas primeras determinaciones del humano saber se advierte que preceden las aplicaciones a la teoría, porque aceptadas a vista de la necesidad por insinuación del ingenio, fundan sus condiciones didácticas en la experiencia, cuyos canónes se acatan ciegamente, y cuya doctrina forma parte de las tradiciones populares, hasta que, apoderándose de ellas la discusión, aparece la Ciencia, explicando lo que torpemente comprendía y utilizaba el instinto y señalando ese difícil valladar que separa la especulación y la práctica, y precede, pues, el servicio de las máquinas a la ciencia que reconoce sus fundamentos, y donde quiera que se conoce la necesidad de mecanismo se ofrece al ingenio determinar la forma apropiada del órgano que inmediatamente produce el efecto mecánico apetecido.

### Vitruvio y otros autores
Para Vitruvio y otros, Arquitas de Tarento fue el primero que estableció reglas o estableció principios de Mecánica  que después cultivó Platón, y llegó a construir una paloma de madera que volaba en todas las direcciones.
No obstante, consideran algunos, que a pesar de que el ingenio tarentino era una máquina y no mecánica, y a pesar de estar dotado Architas (Arkitas o Arquitas) de capacidad de invención y con destreza tal para realizar por sí sus pensamientos, todo ello lo hacía sin conocer las leyes del movimiento ni dio a sus invenciones un carácter verdaderamente científico, como dejó escrito Pierre Hérigone en el Tomo IV de su obra Cursus mathematicus, París: S. Piget, 6 vol.

### Arquímedes,AristótelesyPappus de Alejandría
Cierto es que Arquímedes indagó sobre la teoría del centro de gravedad y del equilibrio en su obra De Æquiponderantibus; pero ni este trabajo del dudoso incendiario de la flota de Marcelo, ni lo que dejara escrito Aristóteles, ni las demostraciones que más tarde expuso Pappus de Alejandría respecto a la palanca, al Axes in Peritrochio o molinete, a la polea, al tornillo y a la cuña, no bastan para considerarlas como exposición de los principios teóricos a que estas máquinas obedecen en su funcionamiento, pues muy adelantados los tiempos modernos es cuando llegaron a reconocerse las leyes del movimiento y de la descomposición de las fuerzas, en que esta ciencia se funda.

### Etimología
La palabra muano, de donde provienen los vocablos máquina, mecánica, etc., significan invención, si bien supone al mismo tiempo el ejercicio o trabajo manual, de aquí el apellidarse desde entonces mecánicas las artes fabriles a diferencia de las artes liberales.

#### Asconio (Quintus Asconius Pedianus)
Máquina, según Asconio (9 a. C.- 76 d.&nsbp;C.), se llama todo aquello ubi non tam materiae ratio quam manus atque ingenii ducitur, donde se estima no tanto la condición, disposición o importancia de la materia, como de la mano o del ingenio.

#### Tito Livio
Tito Livio, hablando del mecánico de Siracusa, Arquímedes, dice 

(IV Bel. pun.): Archimedes erat unicus spectator coeli, syderumque, mirabilior tamen inventor ac machinator tormentorum bellicorum, operumque, quibus ea, quae hostes ingenti mole agerent, ipse per levi momento ludificaretur. (Era Arquímedes, el único obervador del cielo y de las estrellas, o el único astrónomo, pero era más digno de admirar como inventor y maquinador de los tormentos bélicos y de las obras por cuyo medio aquellas cosas u operaciones que hacían los enemigos con excesiva dificultad, las burlaba o inutilizaba a poco trabajo).

### Teoría general de las máquinas como verdadero cuerpo de doctrina
- Data de Sadi Carnot, el general Poncelet, y su ulterior desarrollo por Coriolis, Navier, Bellanger, Smeaton, Lanz, Betancour, Tredgold, Reuleaux, Coulomb, Bour, Bossut, etc.[9] y por tanto, las reglas de la maquinaria o arte de construir máquinas, aun cuando la mayor parte de sus fundamentos o más bien de sus aplicaciones usuales, fueran conocidas, son modernas, como los es también la ciencia de donde provienen, y la mecánica propiamente dicha, o la ciencia que enseña las leyes del movimiento, y que aprecia los efectos de la fuerza aplicada a las máquinas, no se conocía en los tiempos más antiguos, o cuando menos, el conocimiento usual que de ella se tuviese, no merecía el nombre de ciencia.
- A partir del siglo XIX, hay un creciente interés de la fabricación industrial y un adelanto de la Mecánica racional, ya que la civilización moderna pedía incesantemente productos nuevos y económicos, produciéndose una rápido desarrollo de la Mecánica industrial[10] ( aunque las máquinas aplicadas a la fabricación tardaron algo en generalizarse, aun cuando desde 1785 se vieron los buenos efectos de la máquina de Boulton y Watt destinado al hilado de algodón en los talleres Robinson en Papplewich en Notthinghamshire).[11]

## Vapor
Gas no permanente, que vuelve al estado de líquido o sólido cuando baja su temperatura o cuando se le somete a una fuerte presión.

## Historia
La historia del vapor, considerado como fuerza motriz, suministra hasta en los más minuciosos pormenores, una continua confirmación del siguiente adagio: 
Nihil per saltus (Nada se hace por saltos bruscos):

Es justo reconocerlo, ha sido un error considerar la máquina de vapor como un objeto sencillo, cuyo inventor se necesitaba encontrar definitivamente. En la máquina de vapor existen muchas ideas capitales que pueden no ser concepción de un mismo cerebro. Clasificarlas por orden de importancia, dar a cada inventor lo que le pertenece, referir exactamente las fechas de las diversas publicaciones, tal debe ser el objeto del historiador.
(François Arago, secretario permanente de la Academia de Ciencias de París)
(Anuario de longitudes, 1837 // Historical eloge of James Watt, Londres, 1839)

La primera máquina de vapor fue la Eolípila creada en el siglo I por Herón de Alejandría.
Difícil es averiguar, si en la Edad Antigua, se reconocía que el vapor pudiera emplearse como agente mecánico, y aun cuando desde los tiempos más remotos se observase que el vapor producido por el agua hirviendo sale con cierta fuerza por una abertura pequeña que tenga el vaso en que se forma, no hay razón bastante para creer que el eolipilo, fundado en la citada observación, pueda ofrecerse como prueba de que hasta fines del siglo XVII se hubiesen hecho tentativas para utilizar el vapor de agua, en aquel concepto, y hasta Jacques Rohault (filósofo y físico del siglo XVII), Pierre Polinière y otros, los físicos comparaban la cavidad del eolipilo a las cavidades subterráneas; el agua y el aire, contenido en aquel vaso, representaba según ellos, estos elementos contenidos en aquellas cavidades.

### SigloIIIa.C.: Ctesibio
Filón de Bizancio, presenta la descripción del cañón de viento inventado por Ctesibio y es de gran interés en el arte de calibrar los cilindros de una máquina de vapor, que alcanza una remota antigüedad con Ctesibio: Este instrumento se inventó por Ctesibio, y se halla dispuesto de una manera muy ingeniosa y natural. Ctesibio había comprendido según los principios de la neumática, que el aire está dotado de una fuerza maravillosa de movilidad y elasticidad, que se le puede condensar en un vaso suficientemente resistente y que entonces es susceptible de enrarecerse prontamente volviendo a su volumen primitivo; Ctesibio que era un diestro mecánico, pensó con razón que este movimiento podía prestar a las catapultas una gran fuerza y un choque muy rápido. Con este objeto preparó vasos de forma semejante a la de las cajas de los médicos que no tienen opérculo; las hizo de bronce estirado para que tuviesen más fuerza y solidez. El interior de estos vasos era torneado y su exterior tirado a regla; se introducía en ellos un pistón que podía moverse rozando la superficie interior, de suerte que ningún licor pudiese filtrar por medio, cualquiera que fuese la fuerza de choque. No debe causar asombro ni dudarse de que puede obtenerse este resultado; porque en el tubo d emano que se llama hidraulo el fuelle que transmite el aire al horno es de bronce y trabajado de la misma manera que los vasos de que acabamos de hablar. Ctesibio nos demostraba entonces de que fuerza y rapidez de movimiento estaba dotado el aire. Colocada una cobertera soldada sobre la abertura de estos vasos, empujaba el pistón a fuertes martillazos y con una cuña. El pistón cedía un poco hasta el momento en que el aire encerrado en lo interior estaba muy comprimido, para que los mayores golpes no pudiesen hacer entrar más la cuña. Cuando se iba a estraer la cuña, saltaba el pistón fuera del vaso con una gran fuerza Y sucedía con frecuencia que se veía brotar fuego producido por la rapidez del choque del aire contra el vaso....

#### Valoración del texto
- Valioso
- Idea primera del fusil de viento
- Se indica el uso de un pistón
- Se indica el uso de un cuerpo de bomba metálico, y el arte de calibrar semejante cuerpo de bomba

### Laeolípila: diversas definiciones
- Etimológicamente, eolípila viene de Eolo, dios de los vientos y puertas y se trata de un vaso metálico, cóncavo y con un solo orificio, que se halla comúnmente en la extremidad de una especie de cuello o de parte prolongada y cuando se le introduce agua y se coloca sobre carbones ardiendo, el agua no tarda en vaporizarse y el orifico deja un estrecho paso a un surtidor de vapor hasta que de este modo se halla desalojado toda el agua por el calor.
- Instrumento de física que sirve para despedir un chorro por la fuerza elástica del fluido que se escapa de un líquido en ebullición, o para dirigir el soplo de un vapor sobre un punto determinado.
- Aparato destinado a producir una corriente de aire procedente de una bola metal, y esta bola contiene agua y se halla provista de una pequeña abertura, y en estas condiciones se somete a la acción de un foco calorífico.
- Consiste en una pequeña esfera metálica hueca, en la cual se atornilla un cuello de poca longitud, habitualmente arqueado y terminado por un orificio capilar, y después de llenarla hasta las dos terceras partes de agua y alcohol se coloca en una pequeña lámpara, en la cual se mantiene por unas pinzas formadas de dos segmentos esféricos, sostenidos por dos montantes iguales, paralelos y verticales, fijados por sus extremos inferiores en la paredes de la lámpara; el líquido de la eolipila entra en ebullición de lo cual resulta un chorro impetuoso, y si se invierte la eolipila, el líquido ocupa su cuello, y huyendo ante el vapor que le oprime, forma un chorro cuyo alcance es tanto mayor cuanto más intensa es la elasticidad del vapor.
- Vaso de metal de forma globosa y que termina por un tubo encorvado, en cuyo extremo hay un orificio bastante pequeño por donde sale con ímpetu, como una columna de viento, el vapor que dentro se forma a consecuencia del calor más o menos activo, comunicado al agua u otro líquido que se convenga.
- Obra: De aeolipyla / J. Gnilius, Argentotari, 1743.

#### Qué tipo de aparato es
Por la descripción citada anteriormente, se concibe que la eolípila es un aparato de reacción, lo cual quiere decir que se desarrolla en ella una fuerza de retroceso, lo cual podía en el siglo XIX reconocerse montando el instrumento sobre ruedas, y también otros tipos, como los siguientes:
- De rotación
- De surtidor de líquidos
- De surtidor de vapor
- De surtidor de llamas

#### Algunas aplicaciones desde laEdad Moderna
- G. Branca, en 1629, se sirvió de una eolípila para hacer mover las alas de un molino, pero sin acierto: es un mal empleo del vapor, porque se enfría y pierde mucho de su elasticidad mezclándose con el aire y alejándose del foco en que se forma.
- Soplar la lámpara de un esmaltador y aumentar su potencia con un chorro de vapor inflamado (también soldar).
- Determinar la ebullición de un líquido por la proyección de ese chorro de llama sobre la pared lateral del instrumento donde, por ejemplo, se filtra el café.

### SigloIa.C.: Vitruvio
Vitruvio conocía bien el juego de la eolípila o eolipila, pero se engañaba extrañamente sobre la causa de sus efectos: Las eolípilas son unas bolas de bronce, cóncavas y que no tienen más que un agujero muy pequeño por el cual se las llena de agua. Estas bolas no expelen aire alguno antes de calentarse, pero aproximadas al fuego tan luego como sienten el calor envían un viento impetuoso hacia el fuego, y así enseñan, con este experimento, verdades importantes sobre la naturaleza del aire y de los vientos.  (Historia de las matemáticas, T.I.).

#### Valoración del texto
- En concepto de Vitruvio, el agua se convertía, pues, en aire con ayuda del fuego.
- Es cierto que los autores de la Antigüedad empleaban con frecuencia la palabra aire en el mismo sentido que en tiempos modernos la palabra gas o la palabra vapor; pero no puede alegarse en el texto de Vitruvio lo dicho, por lo siguiente:
  - Es una explicación del viento lo que Vitruvio quiere dar.
  - La encuentra en el viento impetuoso, en el aire arrojado por la eolipila.
  - El mismo Claudio Perrault,  incurría en este extraño error cerca de mil setecientos años más tarde.[18]

### I siglo d.C.: Herón de Alejandría

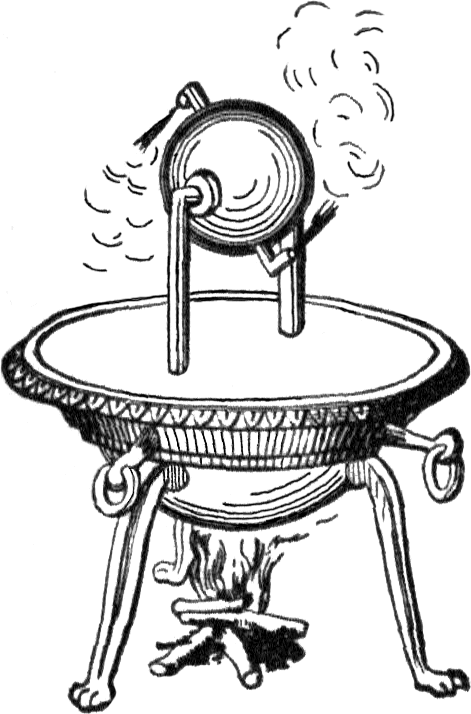
Representación de una eolípila de Herón de Alejandría.

Herón de Alejandría, en su obra Spiritalia, traducción literal de la palabra griega Pneumáticas, nos dejó algunos pormenores sobre las diferentes maneras con que en su tiempo se sabía producir una fuerza motriz por medio del calor (el caldero, la olla, cuyo empleo alcanzó a tan remota antigüedad, han suministrado las primeras observaciones sobre la fuerza motriz del vapor) y se hallan descritos una serie de aparatos en la que se emplean en ellos de forma ingeniosa las corrientes de vapor o el aire cálido y aparecen citados también en la obra Mathematici Veteres, ed. Thevenot, 1693, 7 tomos: Los globos bailan en esta forma: una olla llena de agua y con una apertura se somete a la acción del fuego; de la apertura sale un tubo que termina en su extremidad superior por un hemisferio cóncavo. Si arrojamos una bolita ligera en este hemisferio, el tubo levantará la bolita que parecerá bailar (Veteres Mathematici, París, Imprenta Real francesa, 1693. Descripción de Herón de un surtidor de vapor vertical sobre un cuerpo leve que se sumerge en él).

#### Examen de su obra
- Ingeniosas recreaciones mecánicas, en que pone en juego la fuerza motriz del vapor de agua y en otros aparatos se emplea el agua caliente como motor: Sobre ciertos altares, cuando se enciende el fuego, los personajes asistentes hacen libaciones,....Y así el personaje ofrece libaciones; y esto tiene lugar mientras dure el fuego, cesando la libación apagado éste y renovándose el fenómeno cuando se enciende el fuego. Se necesita además, que el tubo por el cual debe introducirse el calor sea más ancho en medio; porque es necesario que el calor o más bien el vapor que produce, cuando llega a un lugar más espacioso, se escape en mayor abundancia y pueda producir más efecto. (o también en el experimento cuadragésimo, el aire sometido a variaciones de temperatura, obra de suerte que hace subir el agua, invención sumamente notable, susceptible de haberse empleado para la elevación del agua, para los achicamientos, etc.).
- La idea de la llave con muchas salidas se halla ya en la obra de Herón de Alejandría y utiliza diversos medios muy ingeniosos para hacer salir de un mismo vaso diferentes licores (posteriormente fue imitado este aparato por Besson).
- Pero las demostraciones recreadas en Pneumáticas no tienen ni el rigor ni la elegancia que brillan en las obras de Euclides y de Arquímedes.
- Es posible, que interpolaciones sucesivas, hayan alterado en algunos parajes la serie primitiva de las ideas de Herón (las figuras de la edición más antigua dada por el matemático Federico Commandino (1509-1575).,[20] tutor del duque de Urbino, en 1575 en Urbino, Spiritalium liber. A Federico Commandino ex graeco, nuper in latinum conversus, figuras reproducidas casi sin alteración en todas las ediciones sucesivas, sufrieron evidentemente la influencia de la época en que se copió el manuscrito que la suministró).
- Otros autores, también creen, que se reunieron bajo el nombre de Herón, experimentos y procedimientos imaginados en diferentes épocas (el representado en la figura 1ª, puede que alcance la más remota antigüedad).

Desde Herón, acérrimo creyente y sostenedor de la doctrina aristotélica del «horror al vacío», y el primero de quien sabemos que hubiese hecho, sino útiles, ingeniosas aplicaciones de aquel motor admirable, hasta Stevens y Fulton, y luego otros perfeccionadores, ¿cuántas aplicaciones y modificaciones no se han visto de inmensa utilidad de aquella fuerza que tuvieron a su disposición sin concocerla las antiguas generaciones, en favor de las artes fabriles o industriales, sobre todo de la locomoción? ¡Cuanto no se hubiera admirado el sabio de Alejandría, si quince siglos después hubiese podido admirar la máquina de Blasco de Garay, surcando el líquido espacio, no con el auxilio de la vela ni de los remos, sino de aquella misma causa, de aquel impulso suave que daba animación a sus graciosos autómatas; cuánto no se hubiera sorprendido viendo una de esas moles gigantescas, esas naves de nuestros días, en que el vapor, no como ya una corriente activa, sino convertido en una fuerza espantable, y, no obstante, comprimida y sujeta a la voluntad del hombre, las conduce a través del grande Océano, burlando los vientos contrarios, las calmas tenaces y las corrientes, acortando con su velocidad las distancias, y estrechando los lazos sociales de la gran familia humana!...Pero al pagar el justo y debido tributo de admiración y gratitud a los grandes ingenios que han llevado a la perfección esa máquina portentosa, al admirar ese medio de acción que así aumenta y multiplica las facultades del hombre, hecho que la antigüedad hubiera recompensado con estatuas o deificado a sus autores; ¿Por qué no ha de hacerse justicia al que tuvo al primer pensamiento?
autor

## Segunda época de la Era Cristiana
Séneca, en su obra Cuestiones naturales, dice lo siguiente:

Anaxágoras, es particularmente de esta opinión, y cree que las causas de las borrascas es también de los terremotos, es decir, que un viento encerrado debajo la tierra llega a romper el aire espeso y condensado en nube, tan violentamente que se rompen las nubes del cielo, y de esta colisión de nubes, de este choque del aire contra sí mismo se escapan fuegos repentinos, que impiliendo todo lo que se ofrece a ellos buscan una salida, remueven todo obstáculo hasta que estrechados en un tránsito angosto encuentran un camino para escaparse al aire libre donde se abren uno con la violencia y la destrucción.
página 488 de la colección Nisard-Dubaet

En la siguiente opinión atribuye al vapor de agua el papel que Anaxágoras da al aire y la cita con aclaraciones que la demuestran bien que la consideraba preferible:  

Ciertos filósofos, explicando los terremotos por el fuego, hierve en muchos lugares, exhala necesariamente torrentes de vapor que no tiene salida y que dilatan fuertemente el aire y vemos hervir el agua con el fuego y lo que producen nuestros hogares sobre un poco de líquido en una caldera estrecha, no dudamos que lo produzca con más fuerza sobre grandes masas de aguas el vasto y ardiente subterráneo y entonces el vapor de estas aguas hirviendo, sacude violentamente todo lo que encuentra
página 490 de la colección Nisard-Dubochet

Se necesitarán cuatro siglos más para que se produzca una nueva idea a consecuencia de la explicación teórica de los terremotos, pero al menos se ve en lo que precede una distinción claramente establecida entre:
- Vapor de agua
- Aire dilatado

## Época intermedia
Las fuerzas naturales o artificiales antes de ser verdaderamente útiles al hombre, casi siempre se han aprovechado en beneficio de la superstición y el vapor de agua no será una excepción a la regla general, como el dios Busterich encontrado en unas excavaciones según el citado F. Arago autor de Recueil d'observations géodésiques,..., París, Courcier, 1821:
- Antiguos germánicos y sus Crónicas, dios Busterich: El dios era de metal, , la cabeza cóncava, contenía un cántaro de agua. Algunos tapones de madera cerraban la boca y otro orificio situado sobre la frente. Se colocaban con destreza algunos carbones en una cavidad del cráneo y calentaban gradualmente el líquido. Muy luego el vapor producido hacían saltar los tapones con estruendo y entonces se escapaba violentamente por dos surtidores y formaba una espesa nube entre el dios y sus estupefactos adoradores. Parece que en la edad media creyeron la invención explotable y que la cabeza de Busterich no ha funcionado solamente sobre asambleas teutonas (obra: Elogio histórico de James Watt / Arago, en «Anales de longitudes», 1839).
- El dios citado aparece también en la obra Antigüedades explicadas , de Bernard de Montfaucon (L'Antiquité expliquée..., París, F. Delaulne, 1722, 5 tomos):[22] En el mismo libro (tomo II) he representado otro dios de los antiguos germanos llamado Busterichus, cuyo ídolo se ve aun hoy (siglo XVIII) en el bosque de los condes de Schwartzemburgo..es de una especie de metal que no se conoce y tiene la mano derecha sobre la cabeza y rota la izquierda, que en otro tiempo tenía sobre la pierna: esta figura desnuda apoya una rodilla en tierra.

## SigloVI: Antemio de Tralles
Antemio sale citado en la obra de Agathías, historiador bizantino, que nos va a dar una indicación muy vaga pero incontestable de la aplicación de la fuerza motriz del vapor: Este Antemio era de Tralles y su arte consistía en las invenciones de los mecánicos, que aplicando sobre la materia las teorías geométricas, producen imitaciones y en cierta manera imágenes, de los fenómenos de la naturaleza. Tenía la mayor habilidad en este arte y había progresado tanto como era posible en el conocimiento de las ciencias matemáticas como su hermano Metrodoro en las gramaticales. Había en Bizancio un hombre llamado Zenon, inscrito en la lista de los abogados. Era vecino de Antemio, tanto que sus dos casas parecían no formar más que una y tener los mismos límites. Al cabo de algún tiempo estalló entre ambos una cuestión, sea por una ventana abierta por el uso, sea por una pared cuya altura excesiva interceptaba la luz, sea, en fin por una de aquellas numerosas causas que nunca dejan de acarrear disensiones entre los vecinos. Condenado Antemio ante los tribunales, como debía esperarlo teniendo como adversario a un abogado y no siendo capaz de luchar en elocuencia con él, imaginó para vengarse el siguiente ardid, que le suministró el arte que cultivaba. Zenon poseía una habitación muy elevada, espaciosa, muy preciosa y adornada, donde acostumbraba a recibir a sus amigos y tratar a los que más quería. El cuarto bajo de esta pieza pertenecía a Antemio, de suerte que el suelo intermedio servía de techo a uno y de suelo a otro. Antemio hizo colocar en su cuarto unas grandes calderas llenas de agua que rodeó exteriormente de cañones de cuero bastante anchos en su base para abrazar enteramente el borde de las calderas, pero disminuyendo después de diámetro como una trompeta, y terminando en proporciones convenientes Fijó los extremos de estos cañones a las vigas y tablas del techo y los sujetó con cuidado; de suerte que el aire que se había introducido en ellos, tenía el paso libre para elevarse al interior vacío de los cañones e ir a herir al techo sin obstáculo al lugar a que le era permitido llegar y que estaba circuido por el cuero, pero sin poder correr ni escaparse fuera. Habiendo hecho secretamente estos preparativos, Antemio encendió una gran llama, y calentándose el agua muy luego y entrando en ebullición, se elevó mucho vapor denso y opaco, que no pudiendo escaparse, subió a los cañones y se lanzó con tanta más violencia cuanto que estaba encerrado en un lugar más estrecho e hiriendo continuamente el techo, lo trastornó enteramente hasta el punto de hacer temblar ligeramente y crujir las maderas. Zenon, pues, y sus amigos se turbaron, atemorizaron, y se lanzaron a la calle gritando y exhalando exclamaciones y Zenon, muy bien quisto con el emperador, presentándose en el palacio preguntaba a sus conocidos lo que sabían sobre el terremoto y si les había causado algún perjuicio…
En contra de lo dicho por Agathías, uno de los escritores más eruditos que han tratado la historia de la máquina de vapor, Mongery, que no admite que el mecanismo descrito por Agathías sea exactamente el mismo que empleó Antemio: la extremidad dilatada de los cañones debió colocarse debajo de las vigas y no más allá; debía abrirse repentinamente por medio de una válvula o una llave. Solamente entonces hubiera producido un vivo sacudimiento.

## SigloXVysigloXVI

### Leonardo da Vinci
De Leonardo da Vinci se conservan unos manuscritos en París, examinados por gran número de eruditos, como por ejemplo:
- Por el profesor de física de Modena, Ventura, que leyó en París el 6 de Floreal, año V, un interesante ensayo sobre los manuscritos de Leonardo.
- Guillermo Libri, Sobre las obras físico-matemáticas de Leonardo da Vinci, que habla de Leonardo con mucha extensión en Historia de las ciencias matemáticas, 1840 (Histoire des sciences mathématiques en Italie:..., New York, 1970, 4 volúmenes; edición más reciente Sala Bolognese: Forni, 1991).[24]
- Descripción y el croquis de un verdadero cañón de vapor y cita a Arquímedes, según interpretación de Delecluse, inserto en el periódico El Artista, en 1841, encierra un facsímil exacto de la página 33 del manuscrito B de Leonardo, texto relativo al vapor para lanzar proyectiles y se halla descrito y dibujado por el autor inmortal de Florencia, con una precisión que no permite la menor duda: Se notará, que lejos de presentar como nueva la invención de esta máquina Leonardo al contrario la atribuye a Arquímedes, pero lo que a nuestro sentir merece particular atención es el empleo que hace Leonardo de la palabra talento, , palabra griega, al paso que ordinariamente y en el curso de sus estudios indica siempre los pesos y medidas según el uso moderno de Italia. Arquimedes compuso un libro de los fuegos que no ha llegado hasta nosotros ¿Podrá suponerse que Leonardo tuvo conocimiento de esta obra por medio de alguna traducción árabe, y que en efecto se encuentra en ella descrita el architronito, máquina de cobre fino que lanza balas de hierro con gran estruendo y mucha violencia?[25]

### Cisarino
Cisarino (1521).-Según el citado Libri, en la obra de matemáticas dicha, resultaría de un texto de Cisarino, que antes de 1521 se había hecho uso en la guerra de las eolipilas: Se llaman eolipilas, llevan, pues, un nombre semejante a las balas sólidas o ventosas que sirven unas para jugar, otras para extraer la sangre y otras para lanzar fuegos contra el ejército y ciudad sitiados cuyos almacenes se quieren quemar..Se usan estas bolas que tienen una abertura muy estrecha, en la extremidad de un cuello. Cuando después de haber calentado su fondo se invierten sumergiendo el cuello ya en agua ordinaria o en otra perfumada, se llenan casi enteramente por el calor recibido. Si se colocan después de cenizas calientes o sobre un brasero y las bolas son de vidrio, de tierra o de metal, desarrollan una fuerza muy considerable contra un obstáculo opuesto a la abertura, por ejemplo contra la madera, hasta el punto de hacer saltar este obstáculo con gran sacudimiento. Mientras que el fuego hace hervir el agua, veréis que una eolipila con una cobertera terminada por un caño de bronce encorvado, del diámetro de una pluma, soplará el fuego mientras que no se halle completamente vacío de agua.. De estas palabras dichas se deduce lo siguiente:
- Según el autor, las eolipilas son semejantes a los proyectiles cóncavos empleados en la guerra desde el siglo XV y a las bolas cóncavas usadas como ventosas desde la más remota Antigüedad.
- Tenía una idea de la fuerza desarrollada por la expansión del vapor de agua.
- No dice ni una palabra de su aplicación al arte militar.
- El libro de Cisarino se titula Di fucio Vitruvio Pollione de Architectura libri decen,.. y se imitó en muchos lugares por alemán G.E. Rivir en la obra titulada Baukurst ader Architectur.., Basilea, 1582, encontrándose en la página 27 la reproducción de las figuras publicadas por Cisarino.

### Blasco de Garay
Blasco de Garay (1543).- Navarrete publicó, en 1826, en la correspondencia astronómica de Franz Xaver, Barón de Zach, la nota siguiente que le comunicó Tomás González, director de los Archivos Reales de Simancas: 

Blasco de Garay, capitán de barco, propuso en el año 1543, al emperador y rey Cárlos V, un ingenio para hacer andar las naos y embarcaciones mayores, aun en tiempo de calma, sin remos ni velámen. A pesar de los obstáculos y contradicciones que experimentó este proyecto, el emperador convino en que se ensayara, como en efecto se verificó en el puerto de Barcelona el día 17 de junio del expresado año de 1543. Nunca quiso Garay manifestar el ingenio descubiertamente, pero se vio al tiempo del ensayo que consistía en una gran caldera de agua hirviendo, y en unas ruedas de movimiento complicadas a una y otra parte de la embarcación. La experiencia se hizo en una nao de 200 toneles, venida de Colibre a descargar trigo a Barcelona, llamada la Trinidad, su capitán Pedro de Scarza. Por comisión de Carlos V y del príncipe Felipe II de España, su hijo, intervinieron en este negocio don Enrique de Toledo, el gobernador don Enrique de Cardona, el tesorero Rávago, el vicecanciller, el maestre de Cataluña, don Francisco Gralla, y otros muchos sujetos de categoría, castellanos y catalanes, entre ellos varios capitanes de mar que presenciaron la operación, unos dentro de la nao y otros desde la marina. En los partes que dieron al rey y al príncipe, todos generalmente aplaudieron el ingenio, en especial la prontitud con que se daba vuelta a la nao. El tesorero Rávago, enemigo del proyecto, dice que andaría dos leguas cada tres horas: que era muy complicado y costoso, y que había mucha exposición a que estallara con frecuencia la caldera. Los demás comisionados aseguran que hizo ciaboga dos tantos más presto que una galera servida por el método regular y que andaba a legua por hora por lo menos. Concluido el ensayo, recogió todo el ingenio que había armado en la nao, y habiéndose depositado las maderas en las atarazanas de Barcelona, guardó para sí lo demás.

Sobre lo escrito, las siguientes opiniones:
- Según Martín Fernández de Navarrete[28] resulta de la nota que acaba de leerse, que los barcos de vapor son una invención española, y que posteriormente no se hizo otra cosa que resucitarla.
- Para el citado varias veces, el francés François Arago, se consideran las pretensiones de Navarrete refutables, por lo siguiente:
  - En tesis general la historia de las ciencias debe fundarse exclusivamente en documentos impresos.
  - Los manuscritos no deben tener valor alguno para el público, porque con la mayor frecuencia se hallan desprovistos de todo medio de comprobar la exactitud de la fecha que se les atribuye.
  - Los extractos de manuscritos son menos admisibles aún.
  - Aceptando que lo dicho no es aplicable en este caso, que el documento citado por Navarrete es de 1543 y que el extracto de González es fiel, resulta que se intentó en 1543 hacer caminar barcos con cierto mecanismo y nada más y la máquina se dice encerraba una caldera, luego era una máquina de vapor.
  - Pero el raciocinio anterior no es concluyente, porque existen diversas obras de proyectos de máquinas con los que se ve el fuego debajo de una caldera llena de agua, sin que el vapor juegue en ellas ningún papel, como la máquina de Amontous.
  - Finalmente, aun cuando se admitiese que el vapor engendraba el movimiento la máquina de Garay, no se seguirá de esto necesariamente que esta máquina fuese nueva y que tuviese analogía con la de hoy (siglo XIX), porque el citado Herón de Alejandría describe mil setecientos años antes el medio de producir un movimiento de rotación por la acción del vapor y si la experiencia de Garay tuvo lugar y si su máquina era de vapor, todo debe inducir a creer que utilizaba la eolipila de Herón, aparato de ejecución no muy difícil; además, no habiendo querido enseñar Garay su máquina a nadie ni a los comisionados que el emperador había nombrado, no producirían resultado alguno cierto todas las tentativas que pudieran hacerse al cabo de tres siglos para restablecer en que consistía.
  - En resumen, para Arago no se debe tener en cuenta el documento desenterrado por Navarrete, por lo siguiente:
    - Porque no se imprimió en 1543, ni posteriormente.
    - Porque no prueba que el motor de la nave de Barcelona era una verdadera máquina de vapor.
    - Si existió alguna vez una máquina de vapor de Garay, era, según toda apariencia, la eolípila de reacción, ya descrita en la obra de Herón de Alejandría.

  - Otros autores han criticado a su vez la opinión de Arago por lo siguiente: si es cierto que la historia de la ciencia debe fundarse en general en documentos impresos, no lo es menos que ciertos manuscritos pueden tener tal carácter de autenticidad que su autoridad histórica sea igual a la de un libro impreso, ya que sin esto ¿qué sería la historia de las ciencias en cuanto a los siglos anteriores al descubrimiento de la imprenta?; y admitiendo que se demostrasen la exactitud de la cita de Navarrete, sería muy probable que Blasco de Garay tuvo también realmente la idea de aplicar la fuerza motriz del vapor a la navegación y cualquiera que fuese el género de aparato que hubiese empleado, aunque fuese la eolípila de reacción, aquel mecánico, Blasco de Garay, debería ocupar un puesto destacado entre los nombres que figuran en una historia de las máquinas de vapor y poco importa que mil setecientos años antes Herón de Alejandría hubiese descrito el medio de producir un movimiento de rotación por la acción de vapor, la persona que hubiese propuesto primeramente adaptar este movimiento de rotación a remos giratorios, y que hubiese ejecutado el mecanismo así proyectado, sería autor de un progreso incontestable y de una alta importancia.
  - Léon Lalanne, en su obra Essai sur les origines de la machine a vapeur.., París: Firmin-Didot, 1852, dejó escrito lo siguiente: Admitiéndolo como fundado, Blasco de Garay debería ocupar un lugar elevado entre los inventores cuyos nombres figuran en una historia de las máquinas de vapor... pero no podemos disimular que el juicio de Mr. Arago nos parece un poco severo (cuando refuta la opinión de Navarrete).[29]
- También en oposición Mr. Rabault: Como en las ciencias no se pueden admitir los hechos sino cuando están fundados en documentos auténticos, nos será permitido no asentir con entera fe lo que refiere Fernández de Navarrete.
- Otro comprobante que no se puede desatender está tomamado de un periódico de Francia de concepto que se publicaba en París en el año 1842 Le Commerce, número 297: Ya era cosa sabida que hace 300 años se había hecho en Barcelona un ensayo de navegación por medio del vapor, y este mismo hecho es el que ha dado asunto para "Los recursos de Quinola".[30] Una carta de Madrid habla del hallazgo de documentos auténticos que existen en los archivos reales de Salamanca (el archivo a que se refiere es el de Simancas). He aquí, dice la carta, lo que acerca de este asunto contiene un registro llevado por el ministerio de guerra y añade que a la experiencia asistieron con el emperador, su hijo Felipe II y el gran tesorero Rávago, a quien se atribuye haber disuadido a aquel de la adopción del invento y su aplicación a la marina del Estado, pretextando que la máquina era muy complicada y costosa, y que además de estos inconvenientes se corría el riesgo de la explosión de la caldera y que la comisión especial encargada de extender el informe sobre la experiencia, se limitó a hacer constar que el buque movido por el vapor, había hecho desde luego tres leguas en dos horas y que se le podía dar una velocidad doble de la de una galera ordinaria y el emperador reintegró de todos los gastos a Blasco de Garay y le dio una gratificación de 200.000 maravedís, con oferta de adelantarlo sucesivamente hasta los mayores grados de la Armada Española.
- Mr. de Renouard: Ha consignado en sus obras una balada o romance en honor de Garay, que se cantaba en 1543 por las calles de Barcelona

### Gerolamo Cardano
Gerolamo Cardano o por su nombre en francés "Jerôme Cardan" (1557).- En una noticia inserta en el Boletín de la Sociedad de Emulación, noviembre de 1847, Rouget de Lisle indicó un texto de Gerónimo Cardan, en el que se ve una eolípila con dos aberturas, una para la emisión del vapor, otra para la introducción del agua: Los vasos ventosos que enseña a construir Vitruvio, dice Cardan, tiene casi la forma de una cabeza humana cerrada por todas partes menos en un tubo, por donde arrojan viento cuando se exponen al fuego después de haberlos llenado de agua. Adaptando otro tubo en una dirección opuesta tomará el agua por la parte sumergida, no solamente a causa del descenso natural del agua, sino también por razón del calor, porque este atrae, como se dijo en otra parte., un eslabón más en esta serie de invenciones en la historia de la máquina de vapor.

### Johann Mathesius
Johann Mathesius (1562).- La obra Historia descriptiva de la máquina de vapor, de Stuart, contiene el texto siguiente: No se encuentra indicio alguno del vapor empleado como motor en las obras de los autores antiguos, hasta el año 1563. En esta época, un tal Matesio, en un tomo de sermones llamado Sarepta habla de la posibilidad de construir una aparato cuya acción y propiedades parecen semejantes a las de la máquina de vapor modernos, cita muy lacónica para la historia que se está tratando, pero con posibilidad de ampliarla gracias a un ingeniero de minas que poseía el texto de Matesio (1504-1565), teólogo luterano: Matesio era maestro de escuela en Joachimstal, ciudad de la Bohemia, célebre en otro tiempo por sus minas de plata, de cobre y de estaño. Su obra impresa por primera vez en Núremberg en 1562, no es una obra técnica; es simplemente una obra de piedad, hoy muy rara, aun en Alemania. El nombre de Sarepta es el de aquella ciudad edificada al pie del monte Carmelo, cuyo nombre es célebre en la Biblia por los milagros de Elías. El segundo título de la obra Bergpostilla, es mucho más explícito: es el Sermonario de las minas y el ingeniero de minas continua con lo siguiente: Ya veis que es rara casualidad la ocurrencia de hojear ese viejo libro perdido y sin embargo encierra un documento histórico del mayor valor; nos enseña la primera aplicación del vapor al servicio de la industria, y aunque seguramente sea muy incompleto este testimonio, que se presenta en el libro de una manera incidental, no puede dejar duda alguna de la realidad del hecho. La experiencia que habéis hecho de su rareza, os demuestra por otra parte que la cita es de valor; página 182, edición de 1558: Por medio del agua, del viento y del fuego y mediante ingeniosos mecanismos, el agua y el mineral se elevan y ponen en movimiento desde las más inmensas profundidades, para que se disminuya el gasto y esos tesoros ocultos puedan ser sondeados y extraídos con presteza...Vosotros, mineros, glorificad en los cánticos de las minas al hombre excelente que hace subir hoy el mineral y el agua sobre el Platten por medio del viento y como ahora se eleva el agua hasta la superficie de la tierra con el fuego. Sin negar la realidad atribuida a Blasco de Garay para la maniobra de las galeras, me inclinaría voluntariamente a pensar que aunque anteriores a la impresión de los Sermones de Matesio, no lo eran, sin embargo, a las maniobras puestas en juego en las calderas de agotamiento de Joachinsthal. Apenas es necesario recordar que en aquella época la Bohemia y España estaban muy lejos de carecer de relaciones no siendo más que provincias de un mismo imperio. Concluyó, en fin, que nada impide que la palabra wind empleada por Matesio se tome en la acepción de vapor; no habiendo aún en la física de aquellos tiempos distinguir los gases de los vapores, el autor no tenía a su disposición ninguna expresión más fuerte que este término general equivalente a nuestro soplo o al spiritus de los latinos.

### Filiberto Delorme
Filiberto Delorme  (1567).- Filiberto propuso en el capítulo VIII del libro IX de su Arquitectura, entre diversos medios de impedir que las chimeneas den humo, otro remedio e invención contra los humos: Por otra invención sería muy útil tomar uno o dos globos de cobre de 5 o 6 pulgadas de diámetro si se quiere, y haciendo un pequeño agujero por encima llenarlas de agua y colocarlas en la chimenea a la altura de cerca de 4 o 5 pies para que puedan calentarse cuando llegue a ellos el calor, y por la evaporación causará tal viento que por grande que sea el humo será arrojado por arriba y este remedio ayudará también para que la madera puesta en el fuego forme llama y se encienda, como lo demuestra Vitruvio en el capítulo VI de su primer libro. Algunos podrán decir que las eolípilas no podrán producir aire por mucho tiempo, a lo cual respondo, que cuanto mayores sean durará más el viento, como también dándolas un calor templado por debajo. Y cuanto mayor fuego haya para calentarlas soplarán con mayor vehemencia y fuerza, pero el agua también se evaporizará más pronto, por lo que será útil tener dos o tres más si se quiere, para que cuando no sople una, se ponga en su lugar otra . (se trata en esta cita de una aplicación muy indirecta de la fuerza motriz del vapor, pero esta aplicación se renovó y a mediados del siglo XIX se empleó produciendo resultados de gran importancia para activar los hornillos que rodean las calderas).

### Jacques Besson
Jacques Besson (1569).- Según F. Arago en una de las obras de Jacques Besson impresa en el año 1569 se halla un ensayo de determinación de los volúmenes relativos del agua y del vapor y se trata más de una experiencia física que de una aplicación mecánica, pero acontecimiento notable en la historia de la ciencia, uno de los autores, Jacques, más notable del siglo XVI, con su obra: Teatro de instrumentos y figuras matemáticas y mecánicas, León de Francia, Horacio Cardón, 1602 la primera publicación que se hizo de este género y se imitó o reprodujo muchas veces posteriormente y las láminas se grabaron en cobre antes de que hubiese aparecido este metal y el privilegio, es de unos años antes de 1569 (otras obras interesantes de Bresson: Arte de encontrar las aguas subterráneas; Arte de estraer aceites y aguas de los medicamentos simples; Cosmólogo; Compás euclidiano)

### Jerónimo de Ayanz y Beaumont
Las minas de la época tenían dos problemas serios: la contaminación del aire en su interior y la acumulación de agua en las galerías. Inicialmente, Ayanz inventó un sistema de desagüe mediante un sifón con intercambiador, haciendo que el agua contaminada de la parte superior procedente del lavado del mineral proporcionara suficiente energía para elevar el agua acumulada en las galerías. Este invento supone la primera aplicación práctica del principio de la presión atmosférica, principio que no iba a ser determinado científicamente hasta medio siglo después. Y si este hallazgo es realmente prodigioso, lo que eleva a Ayanz al rango de talento universal es el empleo de la fuerza del vapor.

### Eolípila aplicada al asador
- Stuart, en su obra citada Historia descriptiva.
- Thomas Young, autor de A course of lectures on natural philosophy and the mecanical arts, London, 1807, 2 volúmenes (bibliografía-ciencias-aplicación de las máquinas).
- Los citados:
  - Cardan describe en su obra De Rerum varietate, 1557, un asador movido por el humo, como una máquina usada en Milán en su tiempo.
  - Leonardo da Vinci.- En los manuscritos de Leonardo contienen el croquis e indicación de la máquina citada anteriormente (Essai sur les ouvrages physico-mathematiques de Leonardo de Vinci../ G.B. Venturi, París, Duprat, 1797; reeditada en el año 1924).[37]

## SigloXVII

### Giovanni Battista della Porta (1601) y Juan Escribano (1608)
Giovanni Battista della Porta, físico distinguido, publicó en la ciudad de Italia Nápoles, con el título Pneumaticorum libri tres:.. (edición más moderna: Napoli, 2008), una obra del género de la Herón de Alejandría, citada anteriormente y un español, Juan Escribano,  publicó 7 años después una traducción italiana de dicha obra (Y tre libri Spirituali, Nápoles en 4.ª) y en una dedicatoria dirigida al autor, Escribano anuncia que añadió a su traducción algunos textos que oyó al mismo Porta.

#### Valoración de la obra de Porta: edición italiana de Escribano
- Porta sabía que el vapor de agua puede comprimir un líquido como si fuese aire.
- Hacerlo subir sobre su nivel.
- Dice que el cañón de salida pasa a una corta distancia de la cobertera de la caja.
- Su único objeto era determinar prácticamente y por un medio cuyos defectos es inútil señalar aquí, los volúmenes relativos de una cantidad dada de agua y del vapor en que la transforma el calor.

### Florencio Rivault (1605)
El aerotono de Ctesibio se hallaba completamente olvidado cuando un artesano de Lisieux, llamado Marin Bourgeois, lo inventó de nuevo a principios del siglo XVIII y se halla la descripción del fusil de viento de Bourgeois en la obra del gentilhombre de Cámara de Enrique IV de Francia y traductor del griego al francés, F. Rivault (1571-1616): Les elements de l'artillerie..., París, chez Adrien Beys, 1605, profesor de matemáticas de Luis XIII de Francia y algunas palabras suyas de la segunda edición de su obra citada de artillería del año 1608 que se aumentaron con: La invención, descripción y demostración de una nueva artillería, que no se carga más que con aire y agua pura, , y tiene sin embargo una fuerza increíble, de una especie más de una pólvora de cañón, es decir, las citadas eolípilas que revientan con estruendo cuando se impide la salida del vapor y sigue: El efecto de la rarefacción del agua es capaz de atemorizar a los hombres más valientes en el accidente de los terremotos. El agua que corre en las cavernas de la Tierra, en la primavera y principalmente en otoño, ...

### Salomón de Caus (1615)
Salomón de Caus (1615).- Según F. Arago, cabe el honor para Caus el haber inventado una verdadera máquina de vapor propia para obtener achicamientos, en su obra de 1615: Les raisons des forces mouuantes,.., Fráncfort; Ian Norton, 1615, 3 volúmenes.

#### Valoración de la máquina de Caus
- Probó que el fluido que se escapa de la eolípila no es aire sino vapor de agua, cuya potencia mecánica demostró al mismo tiempo; y por esos la eolípila de Caus debe considerase como uno de los puntos de partida de la  máquina de vapor
- Sabía que el vapor de agua condensado da un volumen de agua enteramente igual al que ha producido este vapor
- Sabía además que la presión del vapor formado es bastante fuerte para hacer salir con ímpetu de la vasija por el orificio CD el agua no vaporizada todavía
- El teorema V contiene una aplicación, teórica al menos, de la fuerza expansiva del vapor

### Giovanni Branca
Giovanni Branca, ciudadano romano, ingeniero y arquitecto, publicó en 1629 un pequeño volumen en 4.ª titulado La maquine:.../ del Sig. G. Branca, Roma: I. Martuci, 1629 dividida en tres partes:
- Contiene la primera cuarenta máquinas diversas.
- La segunda, catorce máquinas destinadas a elevar el agua
- La tercera. veintre tres máquinas en las cuales el aire juega el papel principal

#### Valoración de su máquina: fig. 25 de su obra
- Uso verdaderamente industrial
- Ha dibujado una máquina para pulverizar cualquier sustancia y este es un adelanto más que debe consignarse en la historia de la ciencia[42]
- Pero no pertenece a Branca la idea de mover una rueda por medio del vapor, quien tampoco reclamó el honor de su invención (la idea estaba indicada antes en «Récréation matémathiqués»: Récréations mathematiques. Composées des plusieurs problemes., Roven: Ch. Osmont, 1628)

### Religiosos

#### Jean Leurechon
Jean Leurechon.- Jesuita y profesor de matemáticas en Pont-à-Mousson, Francia, que publicó un libro bajo el título Récréation mathématique,..., París: Rolet Boutonné, 1626 el cual merece bajo muchos aspectos a pesar de la crítica acerba que de él se hizo, como las del hábil geometra Claude Mydorge o el severo juicio de Jean Etienne Montucla, autor de Histoire des mathématiques, París, 1799, 4 volúmenes (reeditada en 1960) y sin embargo contiene ciertos pasages que no deben desdeñarse para la historia de la ciencia y entre otras cosas curiosas, las siguientes:
- Se encuentra en él la primera idea del telégrafo eléctrico, muy incompleta en cuanto a los medios de ejecución, pero muy clara en cuanto al objeto a que se refiere
- El pasaje relativo al vapor ofrece bastante interés:
  - De las eolípilas o bolas para soplar el fuego: Estos vasos son de arena o de otra materia semejante que pueda endurecerse al fuego: tiene un pequeño agujero muy estrecho por el cual se les llena de agua, colocándolos después delante del fuego: ningún efecto se observa si no se han calentado, pero tan pronto el calor los penetra, rarificada el agua sale con un silbido impetuoso y de una fuerza prodigiosa. Es digno de ver como ese solplo enciende los carbones y consume los troncos con un gran ruido. Vitruvio demuestra con esos instrumentos[46] que el viento no es otra cosa más que cierta cantidad de vapores y exalaciones agitadas con el aire por rarificación y condensación. Nosotros podemos sacar otra consecuencia para manifestar que un poco de agua puede engendrar gran cantidad de vapor y de aire, porque un vaso de agua echado en esas eolípilas soplará durante casi una hora, despidiendo vapores que ocuparán un espacio mil veces mayor que su volumen. En cuanto a la forma de esos vasos, no todos siguen un mismo sistema: algunos lo hacen en forma de bolas, otros en forma de cabeza, a la manera que se acostumbra a pintar a los vientos: unos en figura de pera, como si se las pusiera a cocer al fuego cuando se las aplica a soplar, y entonces el mango de ella se ahueca en forma de tubo, haciendo al extremo un agujero ta pequeño como la cabeza de un alfiler.[47]
  - Como se puede cargar un cañón sin pólvora.- La solución que da el autor consiste en llenar el alma del cañón con agua y aire comprimidos, y emplear en vez de taco, un tarugo que ajusta perfectamente, delante del cual se coloca la bala. Teniendo bien cerrado el oído se hace fuego, y para mantener la carga se introduce en él una pértiga hasta el momento que se quiere disparar: Entonces buscanso el aire y el agua mayor espacio, y teniendo medio de ocuparlo en efecto , empujan con gran fuerza el taco y la bala, produciendo casi el mismo efecto que si la carga fuera de pólvora. Sobre este cañón recibió el Padre Leurechon las siguientes críticas:
    - Según el citado Mydorge: Nos propone aquí un buen medio para ahorrarnos la pólvora y un buen auxilio para sustituirla. Se dice que el agua y el aire encerrados en el cañón, y calentados, producen el mismo efecto que la pólvora puesta en contacto con el fuego. Pero el que desee comparar la violencia de uno y otro medio, y conocer su diferencia, puede tomar dos eolípilas semejantes a las que dejamos descritas, llenar una de agua y otra de pólvora, calentarlas hasta que produzcan su efecto, y llegará a conocer su resultadp
    - El cañón que describe, había sido presentado 16 años antes por el citado Rivault, y el procedimiento que indica para poner en funcionamiento el cañón, es muy inferior al mecanismo diseñado por Leonardo da Vinci antes de 1519

##### Valoración de la obra
- Según la primera cita del Padre Leurechon el vapor ocupa una extensión mil veces más considerable que el volumen del agua que lo ha producido, determinación muy inexacta, pues a la simple presión de la atmósfera, el agua en estado de vapor ocupa un volumen mil setecientas veces más considerable que su volumen primitivo, pero es el primer ensayo en que se encuentra la señal para expresar la relación que Porta se propuso determinar, y que merece ser anotada.
- En el párrafo V se dice que otros utilizan un tubo sencillo de plomo en donde colocan una pequeña bolita que van saliendo a medida que los vapores encuentran salida y es el verdadero origen de los cañones a vapor.
- En el párrafo VI, habla de los molinetes o cosas semejantes que dan vueltas por el impulso de los vapores, primera indicación conocida del uso del vapor para dar impuslo directo a un mecanismo de rotación continua.
- Cuando no se preucupa de reivindicar la parte que le pertenece de su invento y describe una invención sin presentarla como suya, existe una certidumbre casi completa de que no ha inventado lo que anuncia y guarda silencio sobre el autor de la invención y discurre sobre ella como una cosa conocida y puesta en práctica en su época; por tanto no aparece a los ojos de algunos como un inventor[48]

#### Athanasius Kircher(1641)
El jesuita y profesor de física y matemáticas en el Colegio Romano, publicó una obra en 1641, Athanasii Kircheri...Magne sives. De arte magnética opus tripartitum.., en la que se halla consignada la idea, que muchos atribuyen a Savery, de haber separado la caldera del recipiente en que ejerce su presión el vapor.

##### Valoración de su obra
- No tenía la instrucción de Porta y mucho menos de la de Salomón de Caus, en lo relativo a la causa verdadera de la ascensión del agua.
- Sin embargo su aparato merece ser citado por lo siguiente: se encuentra el vapor empleado a la vez como fuerza motriz y como producto de un vaso diferente de aquel que contiene el líquido que se quiere elevar.

#### Gaspar Schott(1657)
Gaspar Schott, discípulo de Kircher, en una curiosa obra titulada P. Gasparis Schotii...Mechanica hydraulico-pneumatica,.., Francofurti and M., H. Pigtin, 1657 hace lo siguiente:
- Reproducir íntegramente la descripción dada por su maestro.
- Presenta la misma figura con modificaciones poco importantes.

#### J.J.W. Dobrzenski (1657)
En 1657, Jacobus Joannes Wenceslau Dobrzenski, jesuita de Bohemia, publicó un libro poco conocido, en Ferrara, por Baptistam de Marestis, titulado Nova et amaenior de admirando fontium genio.., en el que describe un aparato que difiere del aparato del Padre Kircher en la forma, aunque el fondo sigue siendo absolutamente el mismo.

##### Valoración de la obra
- El texto siempre atribuye al enrarecimiento del aire gran parte de este fenómeno, y recomienda que se llene el vaso inferior hasta la mitad únicamente y sine embargo, admite también un efecto debido al vapor
- Todo ello se halla a gran distancia de la clara idea emitida por Salomón de Caus en su teorema V. y muy inferior sobre todo a las bellísimas fuentes y surtidores de este hábil ingeniero

### El marqués de Worcester (1663)

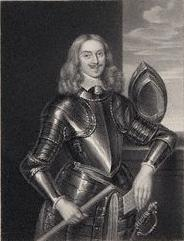
Edward Somerset, 2.º marqués de Worcester.

Hacia el fin del reinado de Carlos II de Inglaterra, en 1663, aparece en Londres una obra titulada A Century of inventions,  por Eduardo Somerset, Marqués de Worcester, escrito en un estilo muy oscuro y es según el autor:  un catálogo descriptivo de los nombres de todas las invenciones que he podido ahora acordarme de haber hecho o perfeccionado, habiendo pedido mis primeras notas y en el artículo que se refiere a la invención 68 ª, se considera por algunos autores (sobre todo ingleses) como un título que asegura a Worcester a ser tenido por inventor de la primera máquina de fuego: Un medio muy admirable y muy poderoso para hacer subir el agua con auxilio del fuego, no para elevarla para aspiración, porque esto debe operarse, como dice el filósofo, intra sphaeram activitatis, y solo tiene lugar hasta cierta distancia, pero este medio no reconoce límites si son muy fuertes los vasos. Tomó un cañón entero lo llenó de agua hasta las tres cuartas partes, cierro a torno la boca y el oído y lo expongo a un fuego constante: al cabo de veinticuatro horas estalla la pieza con gran ruido. Habiendo encontrado el medio de hacer mis vasos de tal suerte que se consoliden por la fuerza que existe en su interior y hallándose de manera que puedan llenarse una después de otro, he visto saltar el agua, como una fuente continua, a la altura de cuarenta pies.
También escribió Worcester un pequeño volumen en 4.ª de 22 páginas titulado An exact and true definition, o Verdadera y exacta definición de la máquina hidráulica más sorprendente inventada por el muy honorable Edward Somerset, lord marqués de Woscester, conteniendo una enumeración de los servicios maravillosos que puede hacer el aparato, escrita de una manera tan difícil como A Century of inventions y también refiere el volumen un acta del Parlamento inglés que concede al marqués el monopolio de esta máquina, reservando al rey la décima parte de sus beneficios (más cuatro miserables versos de su cosecha, elogiando la invención,; después el Exegi monumentum de Horacio; el Barbara pyramidum sileat de Marcial; y por último algunos versos latinos e ingleses escritos por James Rollock, viejo admirador de su señoría, en alabanza del noble inventor)

#### Valoración de la obra de Woscester
- Para muchos autores, sobre todo ingleses, el creador de la primera máquina de fuego.
- Para otros, poca gracia tiene el presentarse como inventor cuando por todo título se trae una patente acompañada de una descripción oscura.
- Robinson en el artículo Steam engine de la Enciclopedia Británica, 1830-42, 21 volúmenes, dejó escrito lo siguiente: Era, a lo que parece un hombre sabio, profundo e ingenioso; pero sus descripciones o relatos de sus inventos más bien parecen hechos para sorprender que para ilustrar al público, rayando en estravagantes los elogios que hace de su utilidad e importancia.
- Cuando se trató de formar el aparato indicado por el Century of inventions, no pudieron ponerse de acuerdo ni dos siquiera de los sabios ingleses que se manifestaban más ardientes partidarios de Woscester: por la razón muy sencilla de que la descripción de la 68.ª invención del lord inglés carece absolutamente de claridad.
- Cuando se trata de reproducir la máquina del Marqués de Woscester, débese ceñirse a lo que dice el autor y nada más y R. Stuart en su obra Historical and descriptive anecdotes of steam-engines  ..., Londres, 1829, 2 volúmenes, presenta dos soluciones a dicha cuestión:
  - Una de ellas tomada de John Millington en su obra An epitome of the elementary principles of mechanical philosophy..., Londres, 1830, con ligeras modificaciones.[53]
  - Para explicar satisfactoriamente la enrevesada descripción de su obra, reunió dos aparatos de Salomón de Caus, los cuales producen por su juego alternativo una corriente continua; y sin embargo según Stuart: los derechos de Woscester como inventor solo descansan en la relación que él mismo ha hecho de la utilidad y maravillosas propiedades de sus invenciones, debiendo nosotros graduar la confianza que merece su propio aserto por la reputación del hombre leal y sincero de que goze el marqués Pero esta reputación, si el retrato que ha hecho de él, no debemos creer una sola de las palabras,...

### Denis Papin (1681)

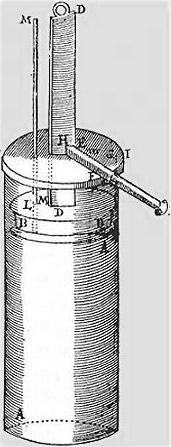
Diseño de Denis Papin de una máquina de pistón-y-cilindro (1680)

Del físico francés y profesor de matemáticas en la universidad de Marburgo, Alemania  Denis Papin: caldera y válvula de seguridad.
Denis Papin publicó en Londres una obra titulada A new digester or engine.., H. Bonwicke, 1681 (edición contemporánea: Saint-Louis: Mallickrodt Chemical Works, 1966), traducida al francés en el año 1682 con el título La maniere d'amolir les os,..., París: E. Michallet, 1688 y en uno y otro libro encuéntrase el mecanismo conocido actualmente con el nombre de válvula de seguridad y que tan importante papel desempeña en las máquinas de vapor.

#### Valoración de la válvula de seguridad de Papin
- Es una de las más útiles e ingeniosas concepciones suyas, de ese hombre de genio tan largo tiempo olvidado.
- Abre una nueva era y de él veremos salir sucesivamente la idea de los órganos más importantes de las máquinas modernas.
- Se trata de medir la presión del vapor en un recipiente (p.ej. una marmita) cilíndrico bien cerrado, de manera que no pueda ir esta presión más allá del punto necesario a la cocción de las suntancias sometidas a la acción del vapor.

### Samuel, el Caballero Morland (1683)
Sir Samuel Morland, matemático e inventor de Gran Bretaña, publicó en París en el año 1685 Élevation des eaux par toute sorte de machines.. e (Elevación de las aguas por toda clase de máquinas....) innmediatamente de una carta dedicatoria dirigida a Luis XIV de Francia, aparece un prefacio al lector, en el que se indica de modo muy sucinto el uso del fuego como fuerza motriz: ..he tenido al fin la dicha de haber encontrado una especie de émbolo y de cuerpo de bomba enteramente nuevos y muy sencillos, con un movimiento particular y eyeloeclípctico, por cuyo medio se puede someter muy fácilmente la elevación de las aguas a medida, peso y equilibrio, y obligarlas de una vez y sin descanso de ninguna especie subir hasta la cima de la montaña más elevada, a razón de tantos moyos por hora y pulgada, según la fuerza motriz dada en un tubo sencillo de plomo, colocado sobre la superficie de la tierra...
En el Museo Británico existe un manuscrito muy notable de Morland, el cual contiene las siguientes palabras: Evaporada el agua por la fuerza del fuego, necesitan desde luego sus vapores un espacio mayor del que anteriormente ocupaba el líquido, y más bien que permanecer siempre aprisionados, harían saltar en pedazos un cañón de artillería. Pero bien dirigidos esos vapores según las leyes de la estática, y reducidos por ciencia a medida, peso y equilibrio, conducen la carga con la misma facilidad que pudieran hacerlo unos buenos caballos. Esta innovación es de gran importancia para el género humano, particularmente en lo relativo a la elevación de las aguas: para eso se ha formado la tabla adjunta, que manifiesta el número de libras que pueden ser elevadas mil ochocientas veces por hora, a una altura de 6 pulgadas, con cilindros llenos de agua hasta la mitad.. y el párrafo concerniente al vapor ocupa cuatro páginas en el manuscrito, el cual lleva por título particular Les principes de la nouvelle force du feu,...
La Biblioteca Imperial de Francia poseía en el siglo XIX,  una copia del tratado de LÉlevation des Eaux (Élevation des eaux pour tote sorte de machines réduite a la mesure..., París: C. Martin, 1685, en la BnF), que parece que Morland presentó a Luis XIV, a juzgar con el cuidado que ha sido esrcita y adornada con las armas reales, pero solo contiene según Georges-Bernard Depping (Biografías universales, art. Morland) los dos primeros capítulos de la copia impresa, faltando el suplemento relativo al uso del vapor.

#### Valoración de la obra de Morland
- Ingeniero muy distinguido:
  - De fecunda imaginación
  - Como expone los resultados obtenidos de sus investigaciones
- Los números de que usa para expresar los volúmenes relativos del agua y de un peso igual de vapor, se apartan muy poco de la verdad y es notable esta circunstancia teniendo en cuenta el estado de las ciencias en 1687

### Otra vez Denis Papin (1690-1695)
Primera máquina de vapor de pistón y cilindro, citada en:
- Actas de Leipzig, 1680.- Las Actas contienen una Memoria latina, cuyo título traducido al francés posteriormente por el mismo Papin es el siguiente: Nouvelle maniere de produire a peu de frais des forces mouvantes estrément grandes (Nuevo modo de producir con pequeño gasto de fuerzas unos movimientos sumamente considerables) y la descripción de algunas piezas de dicha máquina, es la siguiente:
  - Un tubo igual de uno a otro extremo.
  - Émbolo perfectamente ajustado a este tubo.
  - Mango del émbolo.
  - Una barra de hierro.
  - Un resorte que oprime la barra de hierro con el objeto que se introduzca en la escotadura.
  - Pequeño agujero en el émbolo por el cual puede salir el aire de un tubo, cuando se baja el émbolo por primera vez.
- Acta eruditorum, de 1688 y 1690
- El verdadero antagonista de Papin fue el doctor Robinson, amigo de Watt, autor apreciado de un tratado de física en cuatro tomos en 8.º, impreso en Edimburgo en 1822 y el tomo segundo de esta página contiene un artículo de 184 páginas sobre el vapor y las máquinas de vapor (steam engine), seguido de un apéndice de Watt y en la página 49 se lee: Papin no era físico ni mecánico
- Roberto Stuart en su citada A descriptive history of the steam engine, London, 1825,[61] dice lo siguiente: En toda la discusión a que se ha dedicado el doctor Robinson sobre el invento de Papin, su franqueza y generosidad acostumbradas parecen haberle abandonado
- Obras sobre Papin,[62]

#### Pascal y Torricelli
Los notabilísimos trabajos de Blaise Pascal y Evangelista Torricelli, verdaderos fundadores de la física moderna , son los que derramaron vivísima luz sobre las nociones de sus predecesores, con el admirable descubrimiento del barómetro, preparando el terreno que muy pronto habría de fecundar el citado Papin, a quien se puede considerar como el precursor de las máquinas de fuego:
- Tuvo la idea de emplear el vapor de agua para producir el vacío por medio de la condensación.
- La citada válvula de seguridad de que proveyó su marmita, uno de los órganos más importantes de la máquina de vapor.

#### Valoración de la máquina de Papin
- Esta máquina fue llamada posteriormente atmosférica, porque pone en juego la presión de la atmósfera.
- En los aparatos de Herón, de Salomón de Caus, de Branca, ejercía el vapor su acción de modo muy diferente; aquí obra en un cuerpo de bomba contra un émbolo movible, que se mueve con muy poco rozamiento, alternativamente de abajo arriba y de arriba abajo (principio de la máquina de vapor como se utilizó posteriormente).
- Papin conocía perfectamente las causas físicas de la fuerza de su aparato: Como el agua tiene la propiedad, transformada por el fuego en vapor, de tener, como el aire, fuerza elástica, y de condensarse de repente por el frío, sin que le quede rastro alguno de esa fuerza, he creído que no sería difícil construir máquinas en las cuales, por medio de un calor y frío moderados, hiciera el agua un vacío perfecto...
- No con menos claridad había comprendido la fuerza que era dado prometerse de ese nuevo motor y las aplicaciones que de él podían hacerse: Se ve, hasta que punto esta máquina tan sencilla, podía suministrar fuerzas prodigiosas y con facilidad...Sería largo de referir de que manera podría esta invención aplicarse a sacar agua de las minas, arrojar bombas, navegar contra los vientos,...
- Buscando sobre todo sacar de su máquina atmosférica, un nuevo motor de elevar el agua, había conocido perfectamente que el movimiento alternativo del émbolo en el cuerpo de bomba podía recibir otras aplicaciones y llegar a ser un motor universal, es decir, propuso el uso del vapor para la navegación.
- Este magnífico conjunto de ideas fundadas sobre experimentos positivos se encuentra consignado como ya se ha dicho en las Actas Eruditorum, 1690, de la página 410 a la 414[63]
- Cinco años fue cuando aparecieron, con alguna mayor extensión en un pequeño volumen publicado en Cassel, Francia,[64] bajo el título: Recueil de diverses pièces... y merecen especial atención de las diversas materias tratadas, las siguientes:
  - El medio de obtener una combustión más activa y perfecta de los hornillos ordinarios.
  - El modo de transformar el movimiento de va-y-ven del émbolo en movimiento circular continuo con auxilio de remos giratorios (este medio era sumamente imperfecto, pero en fin, el problema de la aplicación del vapor a la navegación había sido propuesto y resuelto teóricamente).
  - Esa primera idea del uso de la fuerza motriz desarrollada con el movimiento alternativo del émbolo en el cilindro, es grandemente fecunda e ingeniosa[65] por lo siguiente: 
    - Un medio de transportar muy lejos la fuerza de los ríos.
    - Ha comprendido la importancia y generalidad del motor universal que introducía, al idear la primera máquina de vapor con émbolo y cilindro, observando antes que nadie que la acción de la fuerza elástica del vapor puede combinarse en una máquina de esta clase, con la propiedad del que goza ese vapor, consignada por él, y ha indicado explícitamente la navegación a vapor.
    - La presentó en 1687 a la Sociedad Real de Londres y la propuso posteriormente al conde Guillermo Mauricio de Solms[66] que le había consultado el mejor medio de extraer el agua de una mina, a poca distancia de la cual corría un río cuya fuerza motriz podía utilizarse.

#### Leupold, Cotes y Boyle
Muy al contrario del charlatanismo de ciertos inventores que prometen más de lo que pueden obtener, en un principio Papin no se había cuidado de consignar sus invenciones por escrito; y a no ser por el científico alemán Jacob Leupold, Roger Cotes, matemático y profesor de astronomía y filosofía experimental en Cambridge, y Robert Boyle, físico y químico de Irlanda, no hubiéramos sabido todo lo que a él debemos (también la obra de Thomas Birch Historia de la Sociedad Real de Londres, 4 volúmenes, 1757, contiene muchos hechos auténticos relativos a Papin).

### Thomas Savery
Del capitán Thomas Savery, la primera máquina de vapor ejecutada a gran escala, tras obtener una patente en el año 1698 para explotar cierta máquina, perfeccionada y colocada en estado de funcionamiento de una manera útil:
- El vapor se producía en la caldera
- Colocada sobre un hornillo
- Válvula de seguridad (caldera)
- Dos llaves que permitían el paso del vapor a los vasos
- Dos vasos que recibían el agua de un depósito inferior
- Válvulas que se abren de abajo a arriba
- Tubo de propulsión
- Tubo aspitador

#### Valoración de la máquina de Savery

##### A favor
- Tuvo el honor de haber construido antes que nadie una máquina de vapor a gran escala
- El de haber operado la condensación del vapor por el enfriamiento de las aspersiones de agua fría ocasionaban en las paredes exteriores del vaso metálico que la contenía
- Los adelantos de Savery consistían en:
  - Efectuar la condesación en el vaso por medio de la lluvia interna y por la aplicación del frío en el exterior
- Un procedimiento para alimentar la caldera con agua caliente
  - El servicio de llaves para reconocer la cantidad de agua en ella contenida

##### En contra
- Hasta 1702, no  publicó Savery, la descripción de la máquina perfeccionada (nada había imaginado Savery en un principio, para renovar el agua en la caldera, ni tampoco para acelerar el enfriamiento del vapor en los recipientes), en una obra titulada el «Amigo del minero»:[71] Los mineros mostráronse poco agradecidos, uno solo pidióle máquinas. Estas se emplearon únicamente en distribuir el agua en los palacios, casas de recreo, parques y jardines: no podían salvar otras diferencias de nivel que las de 12 o 15 metros.[72]
- Por tanto, su uso era de poco interés por no poder aplicarse al desagüe de las minas.

### Guillermo Amontons (1699)
En 1699, publicó Amontons (Nouvelle architecture hydraul. del barón Riche de Prony, ingeniero, matemático y físico francés, París, Firmin Didot,  T II, pág. 89) la descripción de una máquina que se movía por el resorte del aire dilatado por el calor y contraído por el contacto del agua fría, y el citado proyecto quedó anulado por la insuficiencia del principio en que se fundaba y por la complicación del mecanismo.

### Thomas Newcomen y John Calley

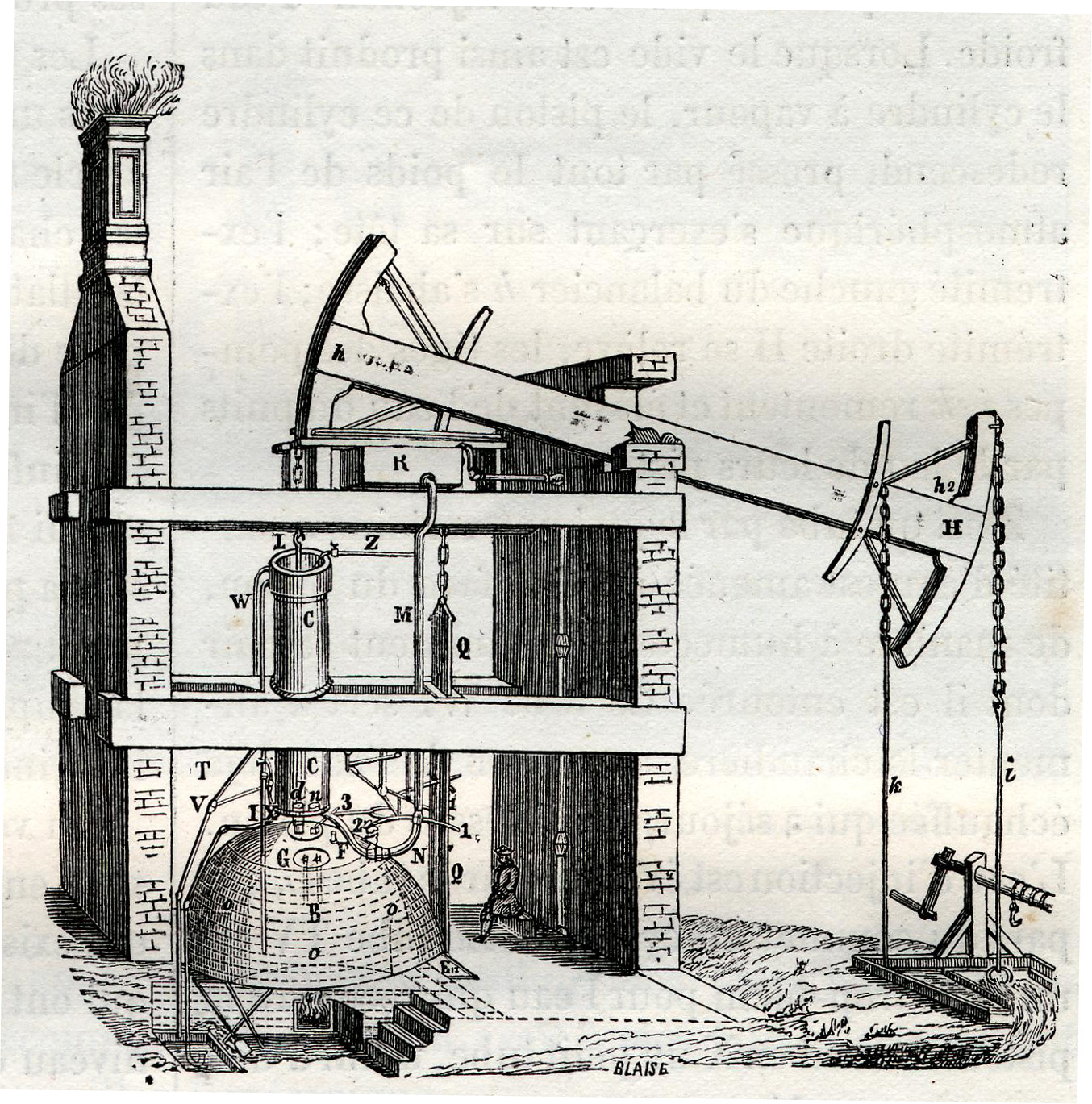
Grabado de la máquina de Newcomen. Posiblemente copiado de un plano contenido en el trabajo de Desaguliers de 1744: "A course of experimental philosophy", a su vez considerado copia de un grabado de Henry Beighton de 1717, probablemente representando la segunda máquina de Newcomen construida alrededor de 1714 en la mina de carbón de Griff, Warwickshire.

Animación de una máquina atmosférica de Newcomen en acción

Entre los hombres cuya atención se fijó en la máquina de Savery, figuran el herrero Thomas Newcomen y el vidriero John Calley, ambos naturales de Darmouth, en el Devonshire.

#### Thomas Newcomen
Thomas Newcomen realizó prácticamente la idea de Papin, construyendo la primera máquina de vapor atmosférica y uno de los perfeccionamientos más notables fue la supresión del cilindro envolvente destinado a contener el agua para la condensación, haciéndose está inyectando una lluvia menuda de agua fría en el cilindro del vapor, por medio de un tubo terminado en forma de regadera, con lo cual se hacía más rápida la condensación y el pistón llegó a dar 10 golpes por minuto y empezó su máquina a aplicarse a gran escala, generalizándose su empleo en casi todas las explotaciones mineras de Inglaterra.

#### John Calley
John Calley, vidriero como ya se ha dicho, natural de Darmouth, en el Devonshire, quien llegó a un acuerdo con Newcomen y Savery, disfrutando los tres el privilegio de la patente que obtuvieron en 1705 (máquina atmosférica o de Newcomen, ya que Savery había obtenido anteriormente el privilegio de invención para la máquina en que el vacío se producía por la condensación del vapor).

### Continuación de los trabajos de Papin (1698-1707)
Todavía trabajaba Papin el año 1698, a expensas del elector de Hesse, haciendo experimentos sobre el vapor de agua en una nueva máquina, y cuando abandonó 
sus investigaciones comunicó los resultados obtenidos a muchos sabios con quienes estaba en correspondencia, entre otros, Leibnitz, que contestó a Papin que él también había tenido la idea de emplear la fuerza expansiva del vapor: Lo que manifiesto aquí, dice Papin, no es para que se crea Mr. Savery, que ha publicado después esta invención en Londres, no sea efectivamente su inventor; no dude que haya tenido este pensamiento, como a otros ha sucedido, sin haberlo tomado de nadie; pero lo que digo es tan solo para hacer ver que el landgrave fue el primero que ha formado un designio tan útil.

## SigloXVIII

### Dalesme
Dalesme (1705): Mr. Dalesme ha propuesto algunos pensamientos cuya realización se ha creído útil, y que merecían se hicieran algunos esperimentos en grande. Ha imaginado que podría emplearse como fuerza motora la elasticidad del vapor que se desprende del agua caliente y ha presentado una máquina que esa elasticidad hace saltar el agua a gran altura, según su potencia (Histoire de l'Académie, 1705, página 137).
El ingeniero y matemático de Francia Gaspard Clair François Marie Riche, Barón de Prony, asegurando el pesar que tenía por no haber conocido los detalles del método de Dalesme, dejó escrito en su obra Noùvelle architecture hydraulique,..., París: Firmin-Didot, 1790-96, 2 volúmenes, que tal vez su modelo se encuentre en la colección de máquinas de la Academia de Ciencias de París.

### John Theophilus Desaguliers
John Theophilus Desaguliers, físico de Francia hugonote, dice en su obra Cours de physique experimentale..., París, J. Rollin, 1751 que el anterior citado S'Gravesande había ido a Inglaterra en el año 1715, y que estudiando con él, examinaron juntos la máquina de Savery, tal cual está descrita en el Lexicon technicum de John Harris, y se propusieron introducir en ella modificaciones , que mejorado su juego, diesen una economía notable en el gasto del establecimiento y de combustible.
Desaguliers, parece ser, fue enemigo personal o al menos detractor de Savery, y que constantemente lo presenta como plagiario del Marqués de Worcester e insinúa que Savery había usado dos recipientes a causa de los dos vasos citados en una obra de Worcester, Century of inventions publicada en Londres en el año 1663 por J. Grismond (edición más reciente: The Marquis of Worcester's century of inventions, Newcastle: S. Hodgson, 1813) y añade que mandó establecer un modelo propio para funcionar con uno o con dos recipientes: Este modelo nos hizo comprender al punto que un solo recipiente puede vaciarse tres veces en el tiempo mismo en que dos solo pueden vaciarse una vez cada uno. De suerte que una máquina por este medio sería muy sencilla, obraría más fácilmente, costaría casi la mitad menos y elevaría un tercio más de agua. En su consecuencia, hize construir una máquina como se vé en la lámina XL. y cuya descripción comparada con el Lexicon de Harris hará ver las adiciones que he introducido en ella.

#### Valoración de la máquina de Desaguliers
- Desaguliers anunció que había hecho construir ocho máquinas de fuego sobre el modelo citado anteriormente, y que la primera se hizo para el zar Pedro I de Rusia, que la colocó en su jardín de San Petersburgo y que para pequeñas dimensiones, su máquina era más económica que la de Newcomen.
- El citado Robert Suart en su obra A descriptive history of the steam engine aprecía en estos términos severos la máquina de Desaguliers: Debemos hacer a Savery la justicia de recordar que la máquina propuesta por su mayor enemigo, a título de perfeccionamiento, no es más que la copia de una de las que el capitán había construido quince o diez y seis años antes. Su origen está disfrazado con un apodo

### Santiago Leupold (1724)
En la obra de Thomas Tredgold titulada Tratado de máquinas de vapor  se puede leer lo siguiente sobre Santiago Leupold: Por aquel tiempo muchos escritores se ocuparon a dar a conocer en sus escritos las diferentes máquinas que habían sido construidas; pero no mencionaremos lo que nada añadieron de nuevo a lo ya conocido. No entra en este número el ingenioso alemán Leupold, autor de una colección de invenciones mecánicas y a quien debemos los primeros bosquejos de una máquina de alta presión y de pistón, notable por su espita de cuatro aberturas, para la entrada y salida del vapor. Aunque esta máquina presenta algunos inconvenientes como hemos dicho más arriba podría, sin embargo, en ciertos casos prestar buenos servicios, cuando solo se trate de elevar la cantidad de agua necesaria para la rotación de una rueda.

#### Valoración de la máquina de Leupold
- La primera idea de esta máquina es debida al citado Denis Papin.
- Es una máquina realmente hermosa y la idea primera de Papin esta mejorada.
- Podría haber prestado servicios reales a la industria, si en aquella época se hubiera atendido a la idea de emplear la fuerza motriz para otros usos distintos de la elevación de aguas.
- El inconveniente de la máquina de Leupold: el vapor funcionaba a cierta presión siempre más fuerte que la de la atmósfera y salía de la caldera en un estado de tensión considerable.
- Por consiguiente de lo dicho en el punto anterior, mucha fuerza motriz perdida.
- Hasta medio siglo después, no se imaginó reparar el citado inconveniente, utilizando la distensión del vapor.

### Jonathan Hulls (1736)
Jonathan Hulls propuso en 1736 emplear el vapor como fuerza motriz sobre el agua (pero el citado Denis Papin le había precedido en este camino desde 1690) y concibió un mecanismo ingenioso para transformar el movimiento rectilíneo alternativo del pistón en movimiento circular continuo y propuso una rueda de palas o remos movibles.

#### Valoración de la máquina de Hulls
- El mecanismo ingenioso citado anteriormente de Hulls, preferible al empleo de muchos cilindros de llaves indicado por Papin, no es otra cosa que lo siguiente: Es una cosa muy común en los relojeros afirmar las ruedas dentadas en árboles o ejes, de suerte que empujadas hacia un costado hacen necesariamente mover el eje consigo; pero en el costado opuesto pueden funcionar libremente sin dar movimiento alguno al eje, que puede tener así un movimiento enteramente opuesto al de las expresadas ruedas.
- Jonathan Hulls, no hizo, pues, más que reproducir, mejorando la trasnmisión del movimiento, las ideas de Papin publicadas 40 años antes en las Actas de Leipzig, y que desarrolló nuevamente en la obra publicada en latín Fasciculus dissertationum.[85]
- El empleo de remos movibles pareció algunos doctores ingleses muy importante para reclamarlo a favor de su nación[86] pero su empleo alcanza tiempos anteriores, en documentos impresos:
  - En la obra de Roberto Valturio titulada De re militari.., Verona: J. Nicolai de Verona, 1472, libr. II, Cap. 11 (edición más reciente, Rimini: Guaraldi;.., 2006, 2 volúmenes), se ven los remos figurados.
  - En el antiguo Egipto, los egipcios empleaban malacates alrededor de los cabrestantes en lo interior del barco, de suerte que `pudiesen mover ruedas de palas como las de los barcos de vapor del siglo XIX, y daban impulso a los navíos así construidos por medio de dos o tres pares de bueyes (John Scott Russel).
  - Jacques Philippe Mérigon de Montgéry,[87] que fuera capitán de fragata francés y autor de obras de marina militar,  cita un manuscrito de fecha incierta según el cual las almadias que transportaron los romanos a Sicilia, bajo el mando de Apio Claudio Caudex[88] debían moverse por ruedas de palas movidas así por bueyes (Anales de la industria nacional y extranjera, Tomo VIII, página 291).
  - Finalmente en el libro de un autor desconocido en arte militar, libro escrito por el emperador Teodosio y sus hijos Arcadio y Honorio, y publicado en Basilea en 1552, a continuación de la Noticia sobre los dos imperios de Oriente y Occidente, se halla la figura y descripción de una liburna, especie de barco mayor de guerra, que emplearon los romanos , con tres pares de ruedas de palas y tres malacates movidos por tantos pares de bueyes y echaban a pique a todos aquellos con que chocaban.

### De 1744 a 1762: mejoras a las máquinas de Savery y de Newcomen
Hasta la época de Watt, no es necesario hacer mención de ninguna modificación radical que cambiase el estado de la industria, pudiéndose citar en compendio a las siguientes personas:
- Gensanne.- Añadió un regulador a la máquina de Savery.
- Al caballero de Portugal Moura, quien con el mismo objeto concibió una ingeniosa disposición de balancines cuyo plan sometió a la Sociedad Real de Francia.
- Fitz-Gerald.- Mecánico inglés que ideó la adición del volante y la transformación del movimiento vertical de vaivén en movimiento de rotación: Empleaba para esto un sistema de grandes ruedas con dientes y unas pequeñas con roquetas que engranaban con los dientes practicados sobre el arco o sector del balancín (Transacciones filosóficas).
- Los esfuerzos de Payne en 1741, poco después de Smeaton y de Brindley en 1769 para disminuir el enorme consumo de combustible que tenía lugar en las máquinas mejor confeccionadas, que no fueron coronados con el éxito.
- Luis Guillermo de Cambray, Señor de Digny, en 1766, publicó la descripción de una máquina de fuego que hizo construir para las salinas de Castiglione[89] y expone que por el tratado de Bernard Forest de Belidor, Architecture hydraulique.., París, C.A. Jombert, 1737-52, 4 volúmenes,[90] tuvo noticia de la idea emitida por Denis Papin en 1707, como de la máquina atmosférica de balancín y que le pareció preferible en ciertos casos la idea de Papin al sistema generalmente adoptado, y que procuró sacar de ella el mejor partido posible perfeccionándola.
- Otros

### Doctor John Robinson
Según palabras de Watt: Él fue mucho tiempo después, el primero que llamó mi atención sobre las máquinas de vapor. Emitió la idea de hacer de ellas diversas aplicaciones, y entre otras, hacer mover las ruedas de los carruajes, pero no continuó este proyecto, y un viaje que emprendió al extranjero le obligó muy luego a abandonarlo completamente.

### Francis Blake (1751)
Publicó una Memoria (en Trans. at Philosoph.), sobre las mejores proporciones de los cilindros de las máquinas de vapor, notable en su época, por lo siguiente: por contener las primeras investigaciones concernientes a las proporciones de las máquinas.

### Doctor J. Blak (1762)
Descubrió nuevos principios sobre el modo de manejar los hornos, y dio muchas nociones respecto a la naturaleza y efectos de los combustibles, y a él se deben novedosas investigaciones sobre la combinación del calor sobre los cuerpos (calor latente) y a lo concerniente a la capacidad de los cuerpos para el calor (calor específico), y fueron continuadas sus investigaciones por Irving y Crawford.

### James Watt

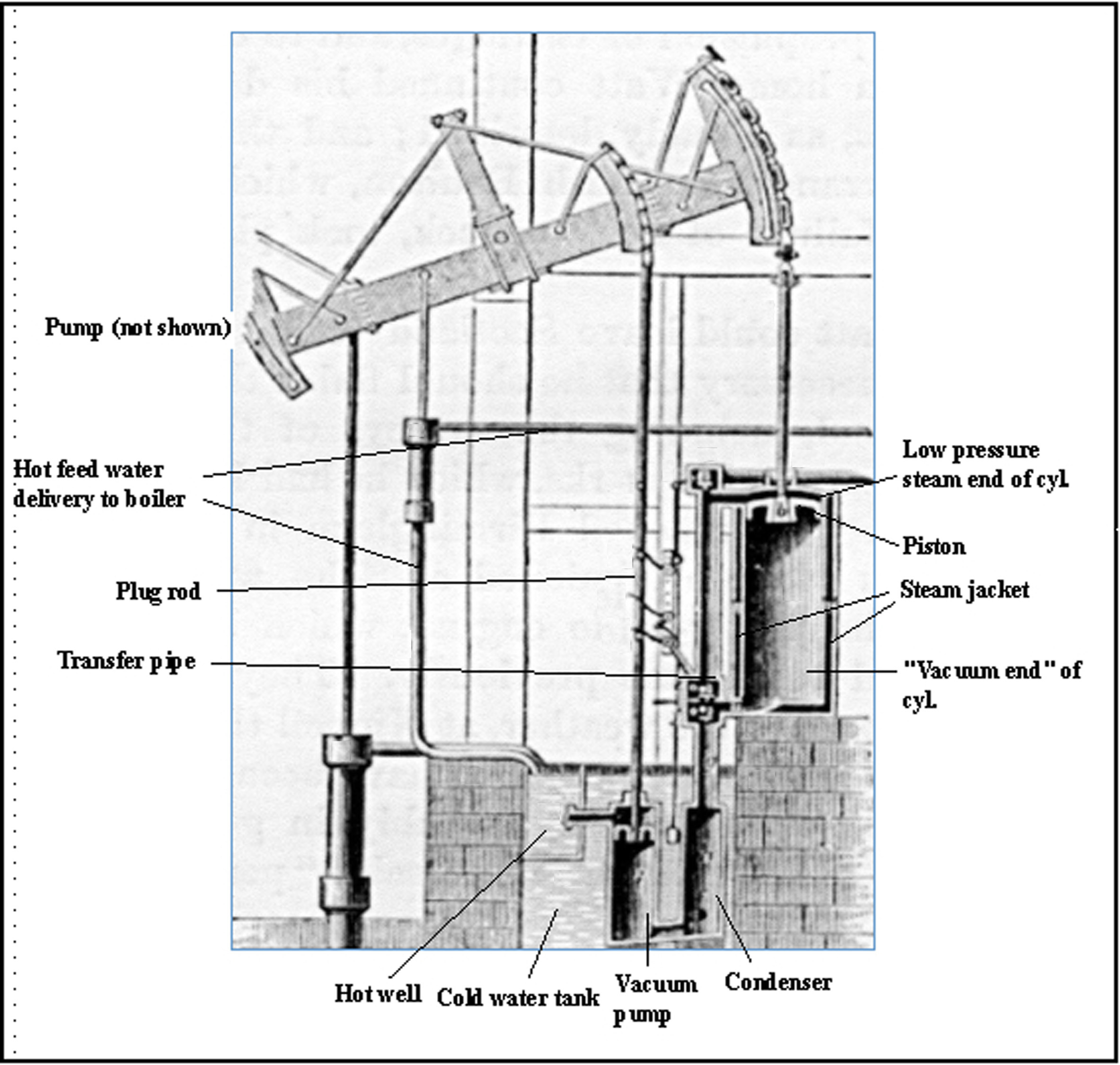
Modelo inicial de bomba accionada por vapor de Watt.

#### Comienzos
Había en Glasgow hacia 1756 un joven a quien la universidad había concedido un local en sus propios edificios y permitiéndole establecer un taller y este artista era James Watt que llegó después a adquirir gran celebridad.
Watt, nos dice que hacia 1761 hizo, con auxilio de la olla de Papin, diversos ensayos sobre la fuerza de vapor, y construyó una especie de máquina adaptando a la cobertera del digestor una manga con un pistón sólido, de dos llaves para dar, cuando se quisiese, paso al vapor, por encima o por debajo del pistón.
En el invierno de 1763, tras un parón en sus investigaciones, habiéndose encargado de la reparación de un modelo de la máquina de Newcomen, que figuraba en la colección de la universidad, sin haber podido jamás funcionar convenientemente, reprodujo naturalmente sus ideas sobre este objeto y posteriormente confirmó enteramente la idea que tuvo a principios de 1765: «que si abría una comunicación entre el cilindro que contenía el vapor y otro vaso vacío de aire y de cualquier otro fluido, el vapor, en razón de expansibilidad, se precipitaría en este último vaso hasta que se estableciese el equilibrio, y que por si inyección o de otro modo se conservaba este vaso constantemente frío, el vapor, condensándose a medida que entrase, continuaría esparciéndose hasta la perfecta condensación de todo el que estaba en el cilindro». (Histoire descriptive de la machine a vapeur / R. Stuart, París: E. Lacroix, 1828, Impr. Guiraudet)

#### Aportaciones de Watt
- Reformó la máquina atmosférica de Newcomen, ya que uno de los inconvenientes de la máquina de Newcomen era el que ofrecía el agua de condensación, la cual, no sólo condensaba el vapor, sino que, enfriando las paredes del cilindro, condensaba también una parte del vapor suministrado por la caldera para levantar el pistón y que se perdía por completo.
- Para remediar este defecto citado y otros menos importantes emprendió una serie de trabajos que dieron como resultado la más trascendental de sus invenciones: el condensador aislado o un vaso o recipiente separado del cilindro de vapor, con el que comunica por medio de un tubo.
- Completó su desarrollo con la bomba de aire, como complemento de lo anterior, para extraer el agua empleada en la condensación y el aire procedente del vapor y contenido en el agua calentada, movido por el mismo balancín de la máquina.
- Inventó la «máquina de simple efecto», en la que no intervenía el peso de la atmósfera, porque el vapor no actuaba más que sobre la cara del pistón, aunque en sentido inverso a la máquina de Newcomen, obrando por la cara superior y haciendo bajar a dicho pistón (creando por consiguiente la verdadera. máquina de vapor)
- Después dio a conocer la «máquina de doble efecto», ya que la máquina anterior se aplicaba exclusivamente al agotamiento de las aguas en las minas y Watt aspiraba a hacerla susceptible de aplicación a toda clase de industrias, a convertirla en un motor universal, en el que vapor obra sucesiva y alternativamente sobre las dos caras del pistón, con lo que se consiguió un movimiento regular y un efecto continuo, necesario para la mayor parte de las aplicaciones. Sobre el funcionamiento de la máquina, lo siguiente:
  - El pistón bajara como en la máquina anterior citada.
  - Cuando llega a lo bajo de su curso la barra OD desciende, mueve el tirador y la parte superior de este bajando de la abertura F, la inferior también llega hasta debajo de V.
  - Entonces la parte superior del cilindro es la que comunica con el condensador, mientras que el vapor saliendo del tubo Se oprime la cara inferior del pistón.
  - Este ingenioso mecanismo, que se suele adaptar a las máquinas cuya fuerza no es excesiva, y que están destinadas a girar un eje, es debido a M. Murray de Leeds, que lo ideó en 1801 y es un perfeccionamiento de la varilla de válvulas, y no es más que una especie particular de la llave de varios juegos, solo que en lugar de girar alrededor de un eje, tiene un movimiento de vaivén.
- Otros inventos:
  - El paralelogramo articulado o pararelogramo de Watt.[93]
  - El regulador de la fuerza centrífuga o péndulo cónico, con cuyo auxilio se obtiene la regularidad y la igualdad de acción.[94]
- Descubrimiento de la expansión del vapor que significó lo siguiente:
  - Gran economía de vapor
  - Gran economía de combustible
  - Se regularizaba el movimiento del pistón, haciéndolo casi uniforme
- Obras[95]

#### Epílogo
A James Watt son debidos pues, muchos de los adelantos introducidos en la máquina de vapor: sugirió la idea de los pistones metálicos perfectamente ajustados, usó los manómetros de mercurio, y adoptó la alimentación por medio de un flotador. Sin embargo, la idea de igualar el movimiento del pistón con el empleo de un volante de inercia, proyecto desarrollado por Fitz-Gerald, y que Watt menciona, fue al parecer ejecutado primero por Mr. Wasbrough, quien se había aprovechado del privilegio tomado en nombre de Steel para la manivela, y después de haber combinando el volante con la manivela lo aplicó a sus máquinas de Bristol, a la de Mr. Taylor en Southampton, y a algunos molinos harineros)

### Almadén, España
En este siglo XVIII se instaló una máquina de vapor en la población de Almadén, Castilla-La Mancha: La bomba de fuego de Almadén: instalación de la máquina de vapor para el desagüe de la mina de Almadén, años 1785-1805 / A. Hernández Sobrino, Almadén, 2005.

## SigloXIX

### José Bramah(1804)
Bramah inventó la llave de cuatro aberturas, que, girando siempre en un sentido produce el mismo efecto que las anteriores en el movimiento alternativo, y en esta época empezó a ser asunto de importancia para la química y la meteorología el conocimiento y propiedades del vapor, siendo Juan Dalton el que se distinguió en indagaciones de esta especie.

### De 1773 a 1807: primeros ensayos auténticos de navegación a vapor
- D. Papin, emitió su idea en 1695 de aplicar el vapor a la navegación.
- J. Hulls, en 1736, propuso un mecanismo que jamás se llevó a la práctica y que se olvidó muy posteriormente.
- Daniel Bernouilli.- En 1753 había sacado a concurso la Academia de Ciencias de París, la investigación del medio de suplir la acción de viento para las grandes embarcaciones y se concedió el premio al suizo Daniel Bernouilli, pero apenas mencionaba la acción del vapor. En el siglo XIX para auxiliar los esfuerzos de las paletas o de la hélice, se ensayó el sistema Bernouilli, que consistía en elevar masas de agua sobre el buque y dejarlas caer o salir por la popa, dando lugar al movimiento por efecto de la reacción que resultaría por aquel desagüe propulsor para utilizar la potencia de las máquinas[98]
- Gautier, se pronunció a favor de las máquinas de vapor e indicó dos medios de transformar el movimiento de vaivén en circular continuo y proponía para evitar los accidentes aplicar sobre las calderas un enrejado de hierro[99]
- Louis Petit de Bachaumont (1690-1771), en sus Memorias secretas, Tomo VI, aparece el vestigio más antiguo de los ensayos realmente hechos para la aplicación de la fuerza motriz del vapor: Puedo recordar que hace cerca de tres años se había adaptado a un carruaje una máquina de fuego, por cuyo medio se podía transportar artillería con mucha celeridad; que los experimentos se hicieron en el arsenal algún tiempo antes del destierro del duque de Choiseul, bajo la inspección de Gribeauval, teniente general. Algunos inteligentes acaban de adaptar esta máquina a un barco, que sin el auxilio de caballos podrá recorrer el río a poca costa,... (Mémoires secrets..., Londres: L. Adamson, 1780-89, 36 volúmenes, reeditada en Hant, 1970, 37 volúmenes)[100]
- Charles Louis, Marqués de Ducrest.- Se lee en los Ensayos sobre las máquinas hidráulicas..., publicado en 1777 por Ducrest; Se ve, a cuantos usos diferentes en todas las manufacturas podría aplicarse la máquina de fuego que hasta hoy no ha servido más que para elevar las aguas; deseo que esta obra abra los ojos sobre la infinita utilidad que puede sacarse de ella. Un artista célebre por sus conocimientos y habilidad ha trabajado sobre esta materia consiguiendo elevar las bombas de fuego, y aunque su trabajo haya tenido principalmente por objeto la elevación de aguas, sin embargo comprendió que siendo la fuerza del vapor el motor más poderoso y a la vez más sencillo que puede emplearse, comprendió, repito, que puede servir para imprimir el movimiento a toda especie de máquinas; en consecuencia concibió la idea de hacer caminar los barcos por una máquina de fuego e hizo la experiencia en el Sena, de la que fui testigo. Una máquina de fuego como la Montrelais es suficiente para hacer caminar los barcos contra la corriente, empleando directamente el efecto del émbolo, como lo ejecutó Perrier para la máquina a cuyo esperimento quiso tener la honra de invitarme,...[101]
- Perrier.- Por lo dicho en la obra anteriormente citada, Perrier realizó un ensayo con un barco de vapor antes del 1 de enero de 1777, fecha de aprobación concedida por el censor real Montucla al manuscrito del marqués de Ducrest; y según Montgéry en una noticia publicada sobre Fulton en el mes de diciembre de 1822: El primer barco de vapor parece haberse ejecutado en 1774, en París, frente al campo de Marte. Estos hechos se me han verificado por dos testigos oculares: Dumas, que es aún empleado en la bomba de Chaillot; y el difunto Perrier mayor, director de este establecimiento. (Notice sur la vie et les travaux de Robert Fulton..., París: Bachelier, 1825)
- Conde de Auxiron.[102] - Del autor anterior: El mismo Perrier repitió en 1775 el experimento del conde de Auxiron y se sirvió de un barco pequeño que alquiló y de una pequeña máquina de vapor que se hallaba abandonada en sus talleres. Una especulación sobre este nuevo género de transporte no le pareció muy ventajosa para preferirla a las empresas en que ya había comprometido su tiempo y fortuna (Anales de la industria francesa y extranjera, Tomo VIII, página 397).
- Alexis-Jean-Pierre Paucton, en el año 1768, abogó por la aplicación de la hélice en los barcos, en su obra Théorie de la vis d'Archimede,.., París: J.H. Butard, 1768, sobre la teoría de la rosca de Arquímedes, reemplazando los remos, cuyo movimiento alternativo le parecía desventajoso, por medio de una hélice animada por un movimiento circular uniforme y continuo.[103] En 1802 fue ensayada por un individuo llamado John Shorter sobre un buque de la marina real inglesa y dio bastantes buenos resultados, aunque solo fue movida por brazos de hombres.
- Gulllon de la Plombiere.- Se lee en el Diccionario de la industria, Tomo 1., página 364: Gullon de la Plombiere, en agosto de 1776, había anunciado que se proponía encontrar el medio de hacer caminar los barcos contra la corriente por una máquina de fuego. Las experiencias que hizo de esta potencia y de sus efectos aplicados a la marina le convencieron de que esta máquina era capaz en las violentas corrientes de arrastrar desde Ruan a París en menos de cinco días cuatro barcos cargados.
- Étienne, Ábate de Arnal.- Según una carta publicada por J.B. Berard[104] en el Diario de los Debates (24 messidor año IX, página 4), el abate de Arnal, canónigo de Alaix, regaló al gobierno de la Academia de Ciencias de París en 1781 el modelo de un barco de vapor para remolcar los navíos. El hecho se halla consignado en el Acta de la Academia de las Ciencias, sesión de 9 de mayo de 1781.[105]
- Marqués de Jouffroy.- Jouffroy es el primero que construyó un barco de vapor de «grandes dimensiones», en Lyon, en 1782.[106] y resulta de un acta de notoriedad redactada en Lyon el 19 de agosto de 1783, que el 15 de julio anterior Jouffroy consiguió que el barco caminase por espacio de un cuarto de hora contra la corriente del Saona, que se hallaba entonces sobre aguas medias.
- Miller de Dawilston.- En 1787, Miller publicó cerca de Edimburgo, una descripción del llamado por él «triple barco», descripción que presentó a diferentes soberanos de Europa y que se proponía hacer caminar por medio del vapor y era un doble barco con una sola rueda de palas en medio.
- Estados Unidos: James Rumsey[107] y John Fitch[108]
- Los ingleses, lord Stonhope y Baldwir, hicieron dos intentos:
  - En Greenlad-dock el primero (1795)
  - Sobre el coral Sarkey el segundo (1796)
- En 1801, Simington, que había sido empleado del barco de Miller, procuró perfeccionar el mecanismo de este; pero la experiencia hecha en el canal de Forth y Clyde demostró que el barco solo caminaba cuatro kilómetros en una hora.
- Levingston, de Estados Unidos.- En 1798, ensayó en el Hudson algunas tentativas de navegación a vapor.
- Robert Fulton.- Robert se ocupó en construir un barco de vapor en el Sena, pero muy débil para soportar su máquina, se fue a pique desanimándole; pero Levingston consintió en suministrarle el dinero necesario para construir otro barco que se probó a fines de 1803. La experiencia fue satisfactoria, y llevó a cabo junto al citado mentor el establecimiento de barcos de vapor en los ríos de América. Por otra parte, las proposiciones que hizo a Napoleón Bonaparte en guerra con Inglaterra acerca de emplear barcos de vapor para atravesar La Mancha contra viento y marea, causaron una viva impresión en el emperador: Señor Champagny, acabo de leer el proyecto del ciudadano Fulton, ingeniero que me habéis dirigido demasiado tarde, en cuanto puede cambiar la faz del mundo. De cualquier modo deseo que inmediatamente confíes su examen a una comisión compuesta de miembros elegidos por vos en las diferentes clases del Instituto, a donde iría la Europa sabia a buscar jueces para resolver la cuestión de que se trata. Una gran verdad, una verdad física, palpable se halla ante mis ojos... En mi campamento de Bolonia, 21 de julio de 1804 (carta citada por la Prensa del 27 de julio de 1849).[109]
- En Inglaterra el primer vapor construido en el año 1811, bajo los planos y la dirección de Enrique Bell, con completo éxito, fue el barco llamado El Cometa, y se le puso el citado nombre por la aparición de un gran cometa.
- El segundo en 1813, capaz de realizar la travesía de Yarmouth a Norwich.
- En 1817 destacar a Pierre Andriel: Coup d'oeil historique sur l'utilite de batiments-a-vapeur..., Nápoles: Impr. Departamento de la Secretaría del Estado, 1817.
- En el año 1824, Jean Baptiste Marestier con su obra Mémoires sur les bateaux à vapeur des Etats-Unis d'Amerique...., París, Imp. Roy., 1824.- Marestier fue enviado por Francia para hacer un informe sobre el estado de la navegación en EE. UU., y describe en su obra diversos mecanismos de propulsión sobre el «sistema de la rosca de Arquímedes» que habían sido propuestos antes de esta época; sin embargo, como hasta entonces se creía generalmente que la aplicación de la rosca de Arquímedes era bastante menos ventajosa que la de las ruedas, se atribuye la primera aplicación con razón de este invento al capitán de ingenieros Delisle, para armar buques de guerra a vapor con hélices, cuyo plano acompañó y proponía adoptar ya dos roscas que se colocarían bajo popa, a babor y estribor, o ya cuatro para los navíos, de los cuales dos estarían a popa y dos a proa[110] (otros sistemas de hélice: sistema Sauvage o Smith, sistema de David Napier[111] sistema Hunt, etc.).
- En 1827, el ingeniero T. Tredgold, recomendaba el uso de la rosca o hélice de Arquímedes en su obra Remarks of steam navigation...
- En 1838 S. Cunard crea la «Cunard Steamship Company»[112]
- En 1843 estallaron las calderas del vapor Vulcano: Mémoire relatif au proces destiné a definir les responsabilités dans l'explosion du bateau a vapeur "Vulcain"../ P. Cuissart, Nantes: C. Mellinet, 1843
- En 1844, se publicó la obra del comandante de la Marina de Francia Camilo Adalberto Mario, Barón de La Ronciere Le Naury, titulada Consideraciones acerca de las marinas de vela y de vapor en Francia e Inglaterra (en 1872, La marina en el sitio de París, con atlas y planos)
- El 16 de noviembre de 1851 hubo una colisión de dos barcos a vapor: Abordage des bateaux a vapeur la "Ville de Marseille" et la "Ville de la Grasse".., Marsella, 1852.
- En 1858 destacar a Narcís Monturiol: Proyecto de navegación submarina: el Ictíneo o Barco-Pez, Barcelona: N. Ramírez, 1858 ; Ensayo sobre el arte de navegar, por debajo del agua, escrito por el inventor del íctineo o barcopez / N. Monturiol, Barcelona, 1891.
- En 1894 la turbina de vapor de Charles Parsons (The steam turbine..., Filadelfia, 1924) en el barco «Turbinia»[113]
- Obras.[114]

### Locomoción por tierra
- En 1759 Robinson tuvo la idea de un carruaje a vapor; pero admitiendo como fundada esta pretensión que carece de toda prueba positiva , había mucha distancia de la idea y del deseo de tener una máquina de este género a la realización del proyecto
- Los franceses pretenden ser los primeros en usar las locomotoras:
  - Se lee en las Memorias secretas para servir a la historia de la República de las Letras, por Louis Petit de Bachaumont (Mémoires secrets, Farnborough, Hants: Gregg International, 1970, 37 volúmenes), el texto siguiente: 23 de octubre de 1769. Se ha hecho en estos últimos días la prueba de una máquina singular, que adaptada a un coche debía hecerle correr dos leguas en una hora, sin caballos..pero no corrió más que un cuarto de legua en sesenta minutos.. y atribuye Bachaumont a Gribeauval la invención del primer carruaje a vapor
  - Charles Frederick Partington en su obra Relación histórica y descriptiva de la máquina de vapor (An historical and descriptive account of the steam engine:..., Oxford: Barlett and Hinton, 1826), se puede leer lo siguiente: Parece que hasta 1802 se hicieron pocos progresos en el uso de esta especie de vehículo con ruedas; pero desde esta última época Trevllhick comenzó una serie de experimentos sobre la aplicación de la máquina de alta presión para este objeto, y sus resultados después de haberla perfeccionado se adoptaron posteriormente. y en un ejemplar de esta obra se halla una nota marginal escrita por el ingeniero constructor de máquinas Gengembre, que se refiere a la máquina francesa que alude Partington: Esta máquina se ve aún en el Conservatorio de Artes y Oficios; el autor es Cugnot, mi primer maestro de matemáticas; tenía trece años, cuando me hizo subir al carruaje y atribuye la invención pues, al ingeniero de Francia Nicolás José Cugnot[115]
  - Sobre Cugnot, las siguientes citas:
    - En la obra Biografía universal aparecen sobre Cugnot y su máquina los siguientes pormenores: Nicolás José Cugnot, nacido en Voit, en Lorena, el 25 de febrero de 1725, muerto en París el 2 de octubre de 1804, había servido desde su juventud en Alemania, en calidad de ingeniero; y después de haber pasado al servicio del príncipe Carlos, a los Países Bajos, fue a París en 1763. En Bruselas ejecutó un carro que no era movido más que por el fuego y el vapor de agua...
    - Rouget de l'Isle había hecho a la Sociedad de Fomento la siguiente comunicación: En el registro de las actas del Instituto, año VI o 1798, se lee una nota relativa a un carruage movido por vapor, cuyo autor es el ciudadano Cugnot. Los ciudadanos Coulomb, Perrier, Bonaparte y Prony estaban encargados de presentar un informe sobre esta máquina, que ofrece al mismo tiempo, consideraciones sobre el mejor medio de aplicar la acción del vapor a los transportes de fardos (Boletín de la Sociedad de Fomento, 1847)[116]
- Oliverio Evans.- Desde el año 1772,  en Filadelfia, Oliverio Evans se ocupaba de sustituir procedimientos mecánicos a los caballos para los transportes sobre ruedas ordinarias y en 1804 construyó el primer carruage a vapor que vieron los Estados Unidos, y lo hizo funcionar en las calles de Filadelfia.[117]
- 1784, James Watt

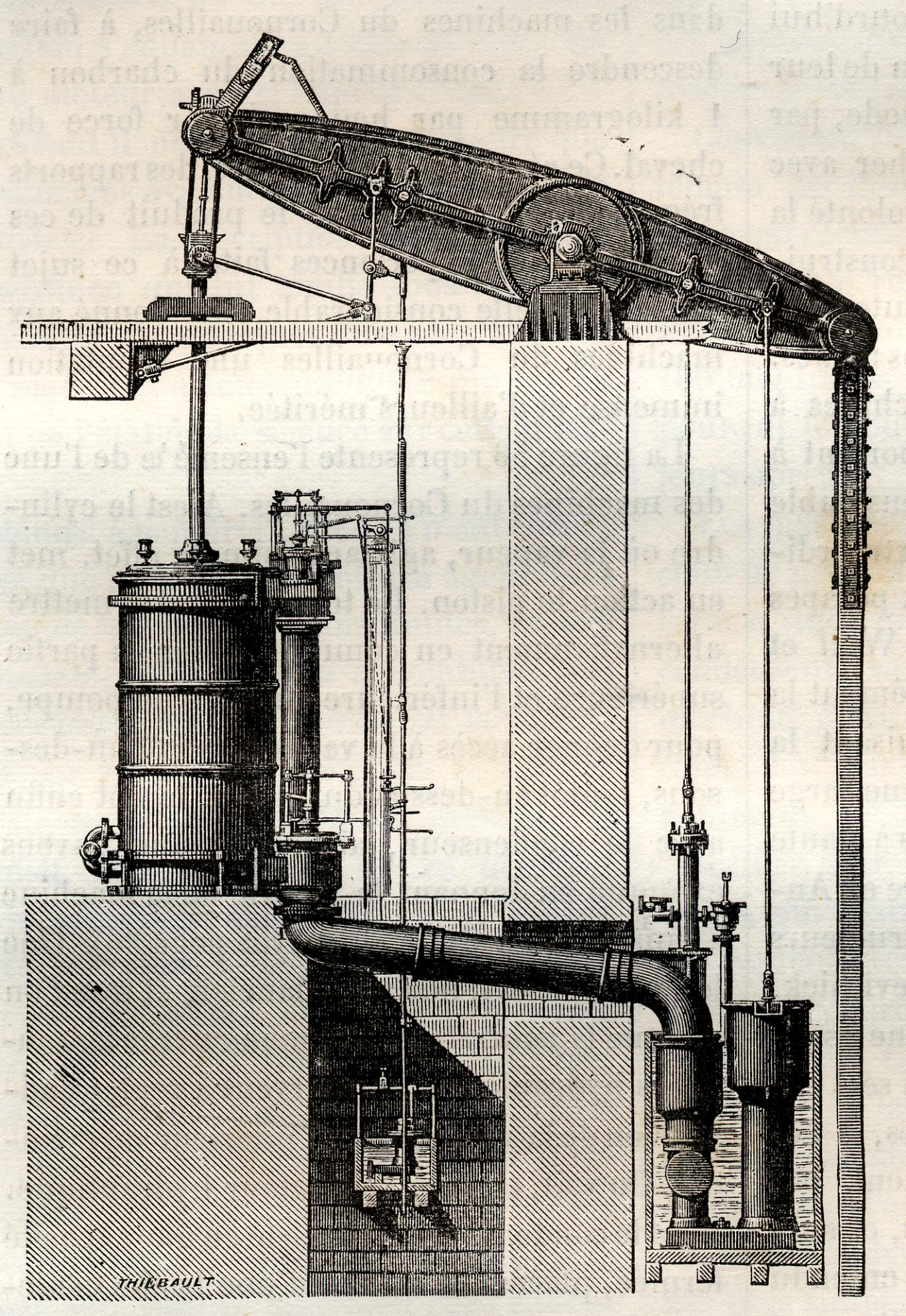
Bomba accionada por vapor de Trevithick (sistema Cornish).

- En 1802, Trevithick y Vivian, en Inglaterra, hicieron una máquina con la cual remolcaron un tren de 40 toneladas de carbón en una longitud de 14 kilómetros y medio con la velocidad de 6 kilómetros por hora, sin renovar el agua de la caldera[118]
- En 1811, Blenkipsop hizo para el camino de Middleton a Leeds, las primeras locomotoras que hicieron un servicio regular.[119]
- En 1812, los hermanos Chapman.- En 1813, Willan y Eduardo, hicieron ensayos en Brunton, fundados en la idea de la insuficiencia de la adherencia, que querían aumentar con engranajes, horquillas, pero estas tentivas no llegaron a «buen puerto».
- Al mismo tiempo que los citados anteriormente, Blakett, realizó muchos ensayos ejecutados en el «camino de hierro» de Wylaux, demostrando que la frotación o adherencia de las ruedas sobre los carriles, suministraba un punto de apoyo suficiente y combinando este principio con el empleo de los dos cilindros de Blenkisop llegó a ser la base del sistema de locomoción que tomó posteriormente un gran desarrollo .
- En 1814, Jorge Stephenson, construyó para la mina de carbón de Killing-Worth, una máquina de cuatro ruedas, acopladas por medio de una cadena sin fin arrollada sobre dos ruedas dentadas colocadas en medio de cada eje y se hallaba colocado un cilindro verticalmente sobre la caldera, en la parte superior de cada eje y le comunicaba el movimiento por medio de dos bielas verticales aplicadas a los extremos de un travesaño.
- En 1825, Timothy Hackworth[120] introdujo una mejora importante en el mecanismo, disponiendo los cilindros lateralmente a la caldera, y haciendo funcionar ambos sobre el mismo eje y conservando las bielas de acoplamiento exteriores para comunicar el movimiento al otro eje.
- Marc Séguin[121] ingeniero francés, director del camino de Lyon a San Esteban hizo venir por aquella época (entre 1825-1827), una máquina locomotora de Inglaterra y tras numerosas experiencias para aumentar la potencia de vaporización y en consecuencia su velocidad, imaginó introducir en la caldera un número considerable de tubos de pequeño diámetro y poco grosor y aumentó de un modo considerable la superficie de contacto de los gases calientes producidos por la combustión con el agua que debía reducirse a vapor.
- En 1829, R. Stephenson, hijo de Jorge, hizo en Inglaterra la aplicación del principio de los tubos de humo que Booth, tesorero del «camino de hierro» de Liverpool a Manchester, había propuesto[122]
- En 1835 François Marie Guyonneau de Pambour, publicó la obra: Traité pratique théorique et des machines locomotives., París, Bachelier, en el que determinaba las condiciones de trabajo de las calderas de las locomotoras[123]
- Por los años 1853, para poder subir pendientes considerables y evitar la necesidad de las nivelaciones en los ferrocarriles, se pensó aumentar la adherencia magnetizando las ruedas con grandes hélices eléctricas, y hasta el año citado solo se habían hecho ensayos más o menos felices
- En 1858 destacar a T.T. Woodruff y su Sleeping car y en 1868 Silver Palace cars
- En 1863 destacar a George Mortimer Pullman y su empresa Pullman Company[124]
- En 1869, el primer ferrocarril transcontinental en los Estados Unidos de América[125]
- Obras.[126]

### Arthur Woolf: modificaciones de la máquina de Watt
En 1804 Woolf, modificó la máquina de Watt y la diferencia capital de su máquina de vapor con la del citado Watt consiste en que la de Watt no tiene más que un cilindro donde se verifica por consiguiente la expansión, al paso que la de Woolf tiene dos cilindros: el de vapor y otro mucho mayor donde se hace la expansión y ofrece una ventaja notable desde el punto de vista de economía de combustible.

### Modificación de la máquina de Woolf
Por otra parte una modificación de la de Woolf vienen a ser las llamadas máquinas compuestas, que tienen dos o más cilindros en los cuales el vapor actúa sucesivamente sobre los pistones respectivos y la expansión se verifica en un cilindro independiente.

### Sadi Carnot
Sadi Carnot, destaca con su obra de termodinámica Réflexions sur la puissance motrice du feu et sur les machines...,`París, Bachelier, 1824; sobre Carnot: Carnot et la machine à vapeur / J.P. Maury, París, 1986 y L'oeuvre scientifique de Sadi Carnot;.../ E. Ariès, París, Payot, 1921..

### Gustav de Laval
Gustav de Laval, inventor de Suecia: La turbina de vapor de Gustavo de Laval:.../ D.G.O. Olsson, Madrid: Viuda e hijos de M. Tello, 1899; A pioneer in high pressure Steam / De Laval Steam Turbine Company, Trenton, 1930.

### Otras utilizaciones del vapor
- Grúas

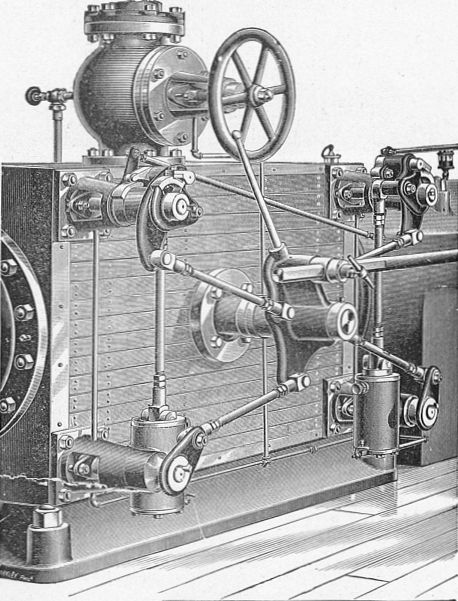
"Válvula de Corliss mejorada por Gordon", vista de detalle. Desde la leva central accionada por un volante se controlan 4 válvulas simultáneamente

- Martillo de vapor para fundiciones de hierro (en inglés, "Steam hammer").- Invento disputado entre Schneider y el escocés James Nasmyth,[127] para forjar y soldar las piezas más fuertes de una fundición, y el peso del martillo podía ser de 3 toneladas o más (en la fábrica Creusot (Francia), de los hermanos Schneider, había un martillo que pesaba 100 toneladas),[128] y su altura podía variar a voluntad, y el operario lo utilizaba para soldar, estirar, aplanar y rematar.
- Martillo para estacas.- Máquina compuesta de un armazón de hierro calado que se colocaba sobre la cabeza de la estaca y servía a la vez de soporte al cilindro de vapor y de agua al motón, y solo un golpe de este hundía una estaca a 6 metros de profundidad, y daba 60 golpes por minuto.
- Máquina de Cornwall.- Se utilizaba para el agotamiento de algunas minas, y era una máquina de balancín, expansión y de condensación, y el vapor obraba únicamente sobre la cara superior del pistón y su distribución, la del vapor, era por medio de válvulas.
- Máquina de agotamiento.- Estaba destinada a la elevación o extracción de aguas.
- Máquinas destinadas al movimiento de los dínamos que han de proporcionar energía eléctrica.[129]
- Máquina soplante.- Lanzaba una corriente de aire para alimentar los hogares en los hornos metalúrgicos, o para airear minas u otros sitios.
- Máquina con generador instantáneo de Blum.
- Máquina a vapor (aspiradora: limpieza viviendas, automóviles, etc.)
- Máquina del sistema Corliss (George Henry Corliss[130]) de expansión variable[131]
- Máquina de Sulzer
- Máquina de equicorriente[132]
- Pulverizador de vapor:- Trituración de minerales para desecar, injectar, materiales construcción; Tintorería
- Rodillos compresores
- Imprentas movidas a vapor
- Otras

## SigloXX

### Aplicación a la aviación
Durante el siglo XX también se aplicó la máquina de vapor a la aviación.

### Buques de guerra mejorados del siglo anterior
Se mejoran los barcos de guerra (y otros tipos de embarcación) con las turbinas de vapor y se aplican también en la industria química y petrolífera; un ejemplo son los buques mercantes estadounidenses de la Clase Liberty construidos durante la Segunda Guerra Mundial.

### Vapores históricos
- Titanic[137]
- Lusitania[138]
- RMS Olympic[139]
- HMHS Britannic[140]
- HMS Hood[141]
- RMS Aquitania[142]
- Queen Elizabeth[143]
- Otros

### Centrales nucleares
Se utilizan los generadores de vapor en una central nuclear: Generadores de vapor:..., Madrid: Consejo de Seguridad Nuclear, 1993.

### Trenes a vapor
- Montañas de Harz, Alemania[146]
- España[147]
- En Ushuaia, Tierra del Fuego, Argentina, «El ferrocarril del Fin del Mundo»[148]
- Tren a vapor turístico de Urola (Guipúzcoa)
- Otros lugares